# Hallein
Hallein [ˈhalaɛ̯n] ist eine österreichische Stadt mit 21.654 Einwohnern (Stand 1. Jänner 2025) im Tennengau im Bundesland Salzburg. Sie ist die Bezirkshauptstadt des Tennengaues und die zweitgrößte Stadt im Bundesland Salzburg. Hallein wird als Salinenstadt, Keltenstadt, Industriestadt, Schulstadt und als Kulturstadt bezeichnet.
Das Salzbergwerk Hallein ist eines der ältesten Bergwerke der Welt, das 1986 von der Republik Österreich als Eigentümerin der staatlichen Salinen AG geschlossen wurde und der Abbau wurde eingestellt. Für Hallein, am Fuße des Dürrnberges, des Halleiner Salzbergs, gelegen, war schon immer das Salz von größter Bedeutung. Die Besiedelung Halleins und vor allem des Dürrnberges durch die Kelten ist damit begründet.

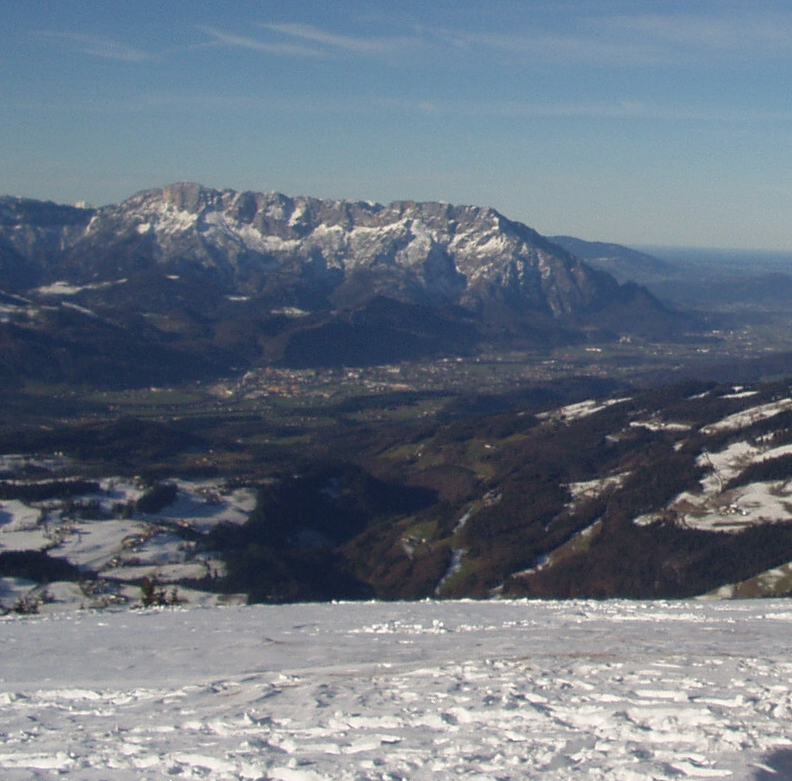
Hallein, im Hintergrund der Untersberg

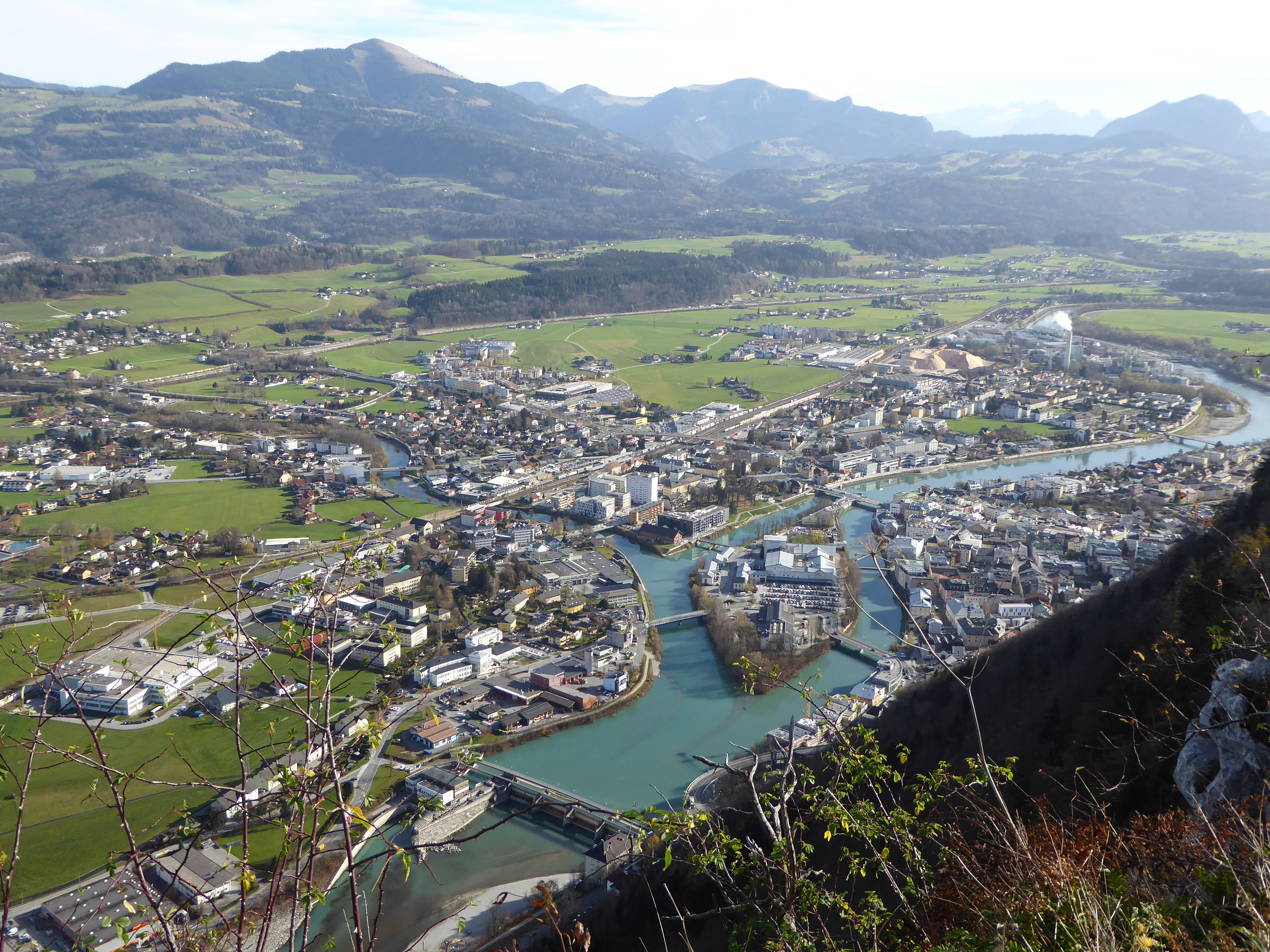
Blick vom Kleinen Barmstein auf Hallein

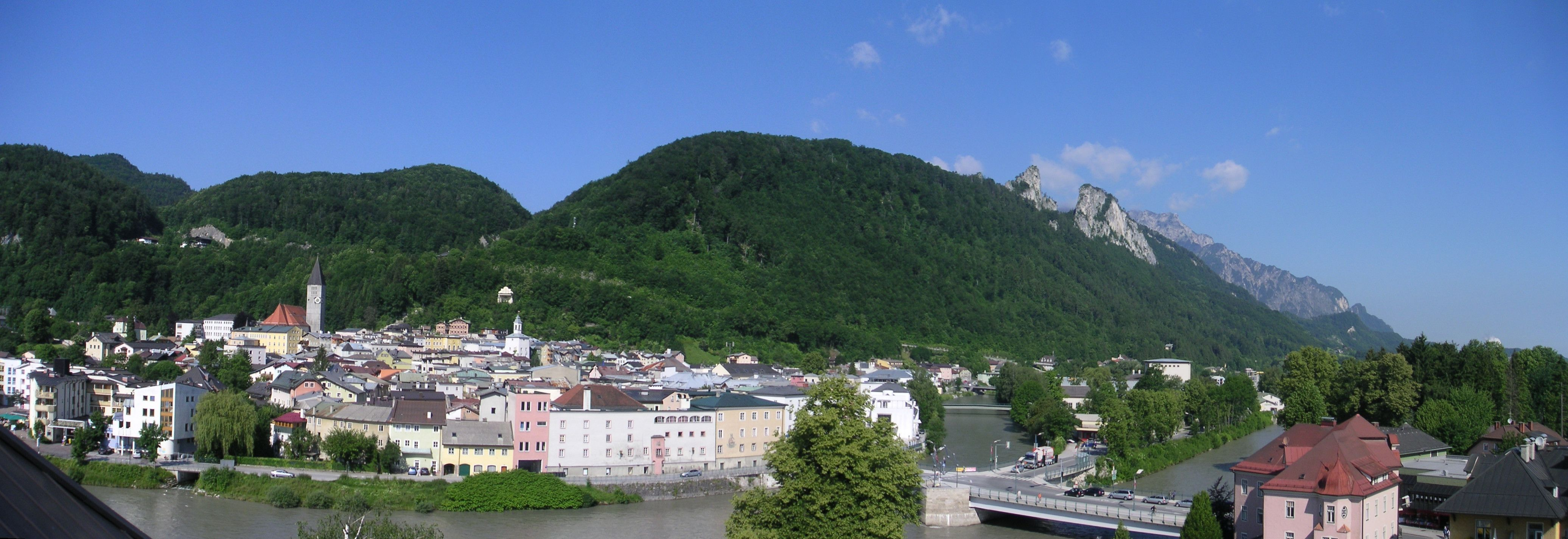
Hallein an der Salzach, mit Dürrnberg, Barmsteinen und Untersberg

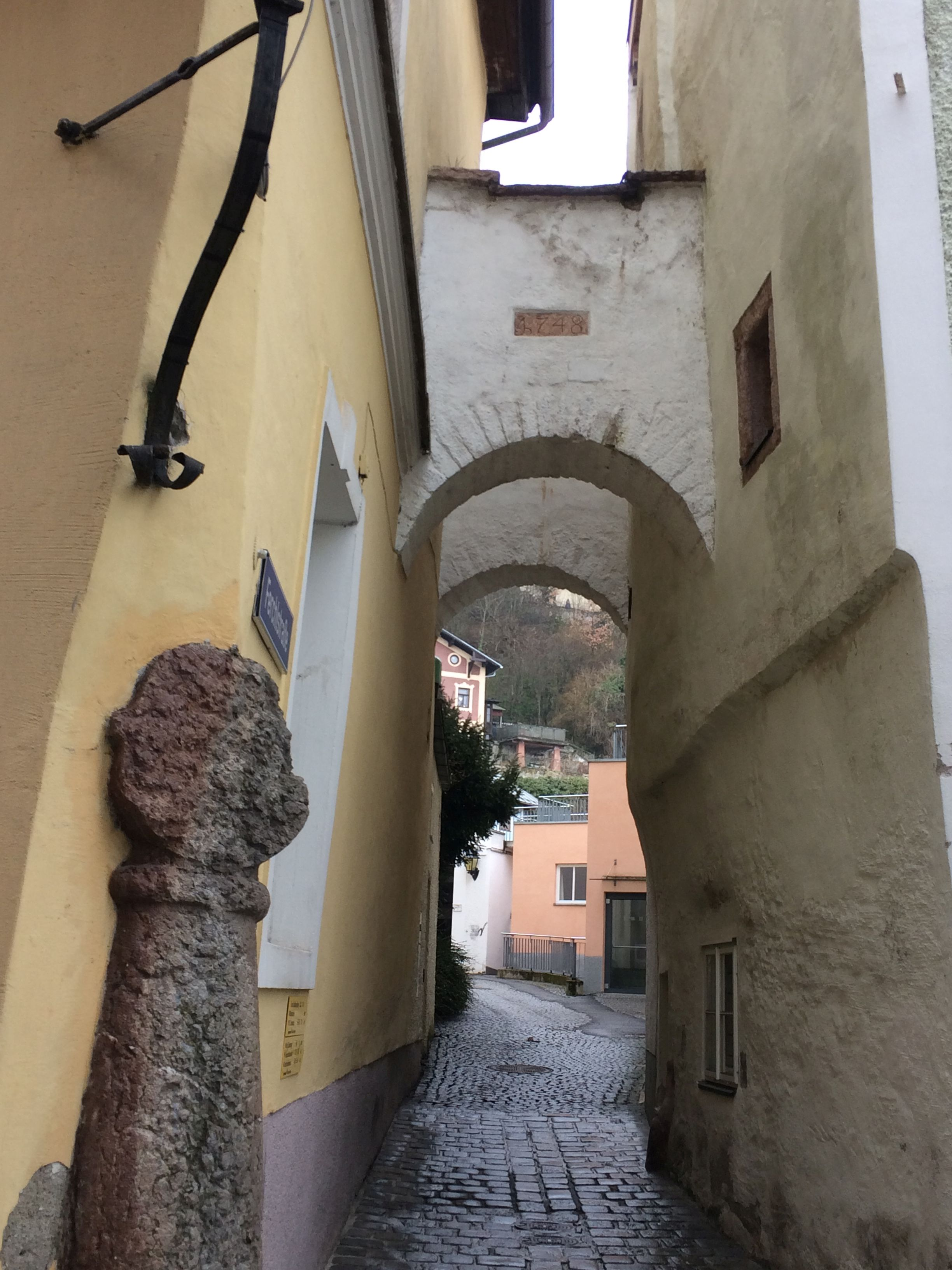
Kirchenpranger und Schwibbögen

## Besonderheiten
- eines der ältesten Bergwerke der Welt – Salzbergwerk Hallein seit 1986 geschlossen, heute ein touristisches Schaubergwerk
- eines der bedeutendsten Keltenmuseen Europas – Keltenmuseum Hallein
- eine Insel, die Pernerinsel in der Salzach
- über Jahrhunderte die größte Holztriftanlage Europas für die Saline und später für die Zellulosefabrik
- einst Europas größtes Strandbad
- älteste Brauerei des Landes Salzburg – Hofbräu Kaltenhausen
- erste berufsbildende Schule Österreichs (der k. u. k. Monarchie) – Bildhauerschule Hallein
- Zementofen Gamp, eines der ältesten Zementwerke Europas[3]
- letzte erhaltene Sudpfanne Europas
- Stille Nacht Museum und Grab von Franz Xaver Gruber,  dem Komponisten des berühmtesten Weihnachtsliedes der Welt – Stille Nacht, heilige Nacht.
- das Wahrzeichen der Stadt, die Barmsteine, die „Halleiner Ohrwaschln“

## Geografie
Hallein liegt an der Salzach im Halleiner Becken, circa 15 Kilometer südlich der Landeshauptstadt Salzburg. Die Salzach durchfließt das Stadtgebiet von Süden nach Norden, rechtsseitige Zuflüsse sind im Süden die Taugl, im Bereich der Altstadt der Almbach, linksseitige Zuflüsse sind im Bereich der Altstadt der Kothbach und im Norden die Königsseeache. Im Westen befindet sich das Göllmassiv der Berchtesgadener Alpen, im Osten der Adneter Riedl, ein Vorberg des Schlenkens der Osterhorngruppe, im Süden das Tennengebirge, aus dem durch den Pass Lueg die Salzach Hallein zufließt.

### Gemeindegliederung
Katastralgemeinden sind Adnet II, Au, Burgfried, Dürnberg, Gamp, Gries, Hallein, Oberalm II und Taxach.
Das Gemeindegebiet umfasst folgende neun Stadtteile (in Klammern Einwohnerzahl Stand 1. Jänner 2025):
- Adneter Riedl (357)
- Au (1429)
- Bad Dürrnberg (874)
- Burgfried (3475)
- Gamp (397)
- Gries (430)
- Hallein (7140)
- Neualm (3684)
- Taxach (3868)

### Nachbargemeinden
| Grödig (Bez. Sbg.-Umgebung) Schellenberger Forst ∗ (Gemfr. Geb., BY, DE) Marktschellenberg (Lkr. Bgd.Ld., BY, DE) | Anif (Bez. Sbg.-Umgebung)                   | Puch bei Hallein Oberalm |
| Berchtesgaden (Lkr. Bgd.Ld., BY, DE)                                                                              | Kompassrose, die auf Nachbargemeinden zeigt | Adnet                    |
| Eck ∗ (Gemfr. Geb., BY, DE)                                                                                       | Kuchl                                       | Bad Vigaun               |

### Klima
Die Region um Hallein ist gekennzeichnet durch ein subalpines Klima mit kurzem, eher kühlem Sommer und langem, kaltem Winter. Niederschläge sind durch häufige Nord- und Nordweststaulagen bei Westwetter begünstigt. Die Niederschläge sind über das Jahr gleichmäßig verteilt und die Jahresniederschlagsmenge liegt bei circa 1500 Millimeter. Neben vorherrschendem West- und Nordwind kommt es im Fall von Süd- und Südostwind zu Föhn.
|                        | Jan   | Feb  | Mär   | Apr  | Mai   | Jun   | Jul   | Aug   | Sep   | Okt  | Nov   | Dez   |   |         |
| Mittl. Temperatur (°C) | −3,1  | −1,5 | 2,3   | 6,4  | 11,9  | 14,6  | 16,6  | 16,3  | 12,6  | 7,9  | 1,6   | −2,2  | ⌀ | 7       |
| Mittl. Tagesmax. (°C)  | 2,0   | 4,5  | 8,6   | 12,9 | 18,8  | 20,9  | 23,2  | 23,1  | 19,3  | 14,5 | 6,5   | 2,3   | ⌀ | 13,1    |
| Mittl. Tagesmin. (°C)  | −6,5  | −5,4 | −1,7  | 1,7  | 6,4   | 9,5   | 11,6  | 11,4  | 8,2   | 3,9  | −1,6  | −5,3  | ⌀ | 2,7     |
|                        |       |      |       |      |       |       |       |       |       |      |       |       |   |         |
| Niederschlag (mm)      | 104,3 | 81,2 | 112,1 | 99,7 | 121,6 | 183,4 | 216,2 | 185,6 | 133,5 | 94,0 | 107,7 | 118,1 | Σ | 1.557,4 |

| −6,5 |

| −5,4 |

| −1,7 |

| 1,7 |

| 6,4 |

| 9,5 |

| 11,6 |

| 11,4 |

| 8,2 |

| 3,9 |

| −1,6 |

| −5,3 |

| −6,5 |

| −5,4 |

| −1,7 |

| 1,7 |

| 6,4 |

| 9,5 |

| 11,6 |

| 11,4 |

| 8,2 |

| 3,9 |

| −1,6 |

| −5,3 |

## Geschichte

### Namensherkunft
Der Ort ist erstmals 1198 urkundlich nachweisbar, der Salzabbau bereits 1191. Die Stadterhebung erfolgte zwischen 1218 und 1232.
Von 1198 bis 1246 ist der Name „muelpach“ urkundlich nachweisbar. Diese Bezeichnung wird im Laufe des 13. Jahrhunderts durch die Namen Salina und schließlich Hallein (= kleine Sudpfanne) abgelöst. Die Stadtteile Gamp (von „campus“ für Feld) und Rif („ripa“, Ufer) sind römische Bezeichnungen.
Der Name Hallein ist seit der 1. Hälfte des 13. Jahrhunderts belegt, ein typischer Hall-Name der Salzgewinnung: Bekannt ist Hallein vor allem durch die historische Salzgewinnung (siehe Salinenvertrag) und die Funde aus der Zeit der Kelten. Im Unterschied zu anderen Hall-Orten ist die Siedlungskontinuität der Kelten- über Römerzeit bis hin zur bajuwarischen Landnahme nachgewiesen.

### Geschichte des Salzbergbaus in Hallein

#### Jungsteinzeit und Bronzezeit
Aufgrund besonderer geologischer Verhältnisse im sog. Haselgebirge, reicht auf dem Dürrnberg bei Hallein das salzhaltige Gestein teilweise bis an die Oberfläche empor. Vereinzelt treten salzhaltige Quellen zutage, die schon von steinzeitlichen Jägern um 2500 bis 2000 v. Chr. genutzt wurden.

#### Kelten
Die Ambisonten, ein keltischer Stamm im Königreich Noricum besiedelten die Westseite des Salzachtals, den Georgsberg und den Bereich des jetzigen Kirchenbezirks, den Schotterkegel des Kothbaches. Vor allem aber siedelten sie in unmittelbarem Zusammenhang mit dem Salzvorkommen auf den Hochebenen des heutigen Dürrnbergs.
Um 600 v. Chr. begann der Abbau von Kernsalz im Untertagebau. Der Salzhandel verschaffte den Kelten einen heute noch in überaus reichen Grabausstattungen nachweisbaren beachtlichen Wohlstand. Er machte den Dürrnberg zusammen mit der am linken Salzachufer situierten Talsiedlung in prähistorischer Zeit zu einem wirtschaftspolitischen Zentrum ersten Ranges. In der Kombination Salzbergwerk, Siedlungsareale und Gräbergruppen bietet der Dürrnberg ein einzigartiges archäologisches Ensemble zur Erforschung der Eisenzeit in Mitteleuropa. Der Fundort wird der Latène-Kultur zugerechnet. Die Ergebnisse der archäologischen Aufarbeitung der Ausgrabungen am Halleiner Salzberg sind in den mittelalterlichen Gemäuer des Keltenmuseums der Stadt Hallein ausgestellt.

#### Römerzeit
Mit der Einverleibung des keltischen Königreiches Norikum um 15 v. Chr. in das römische Weltreich wurde die Salzgewinnung auf dem Dürrnberg vermutlich als Folge der Einfuhr von Meersalz eingestellt.

#### Mittelalter
Die Grundherrschaft in der Gegend der späteren Stadt Hallein wurde von Herzog Tassilo III. um die Mitte des 8. Jahrhunderts an die Kirche von Salzburg geschenkt und befand sich seit 987 im Besitz des Klosters St. Peter. In einer Fluss-Schlinge der Salzach hatte es vom 7. Jahrhundert vor Christus bis ins 5. Jahrhundert nach Christus Besiedlung gegeben. Die Entstehung des mittelalterlichen Ortes Hallein stellt einen Neuansatz dar. Eine Siedlungskontinuität gab es nur in den Orten Rif und Gamp. Die Sudpfanne zu Gamp wurde über eine Soleleitung vom Salzbergwerk Dürrnberg herunter mit Sole versorgt. Somit war das Dorf Gamp der Ausgangspunkt für die Besiedelung, die später zur Stadt Hallein wurde.
1198 wurde erstmals eine Salzpfanne in „muelpach“, einem Ort im Bereich der aufgegebenen keltischen Talsiedlung urkundlich erwähnt. Im Laufe des 13. Jahrhunderts durch die auf Salz bezogenen Namen Salina und schließlich Hallein (= kleine Sudpfanne) abgelöst.
Im Spätmittelalter wurde in Hallein die Sole in neun, um 1600 nur noch in sieben, dafür leistungsstärkeren Pfannhäusern versotten, das breiige Salz konnte dann in Salzkufen gefüllt werden.

#### Barockzeit
Durch Einlösung oder den Rückkauf von Salzrechten wurde die Salzproduktion nach rund 1.000 Jahren Stillstand mit einem Sinkwerk, dem Verfahren des Nassabbaus im Salzbergwerk, von den Salzburger Erzbischöfen wieder aufgenommen. Ihre gezielte Wirtschafts- und Preispolitik sicherte dem Dürrnberg und der Salinenstadt Hallein alsbald eine Vormachtstellung im gesamten Ostalpenraum, Hallein mit seinen zahlreichen Sudhäusern war im 16. Jahrhundert die leistungsfähigste Saline. Aus dem Salzhandel, der vorwiegend über den Transportweg Salzach erfolgte, erwirtschafteten die Erzbischöfe über Jahrhunderte mehr als die Hälfte ihrer gesamten Einkünfte, die auch die Grundlage für den Reichtum und die Schönheit der Residenzstadt Salzburg bildeten.
Von diesem Salzertrag verspürten aber die Bergknappen und Salinenarbeiter ebenso wenig wie die Stadt Hallein insgesamt.
Mit dem Verlust der Absatzmärkte in den böhmischen Landen an das habsburgische Österreich und einem verlorenen Salzkrieg gegen Bayern kam es zu starken wirtschaftlichen Einbußen und folglich zur Verarmung der Bergknappen und Salinenarbeiter.

#### Mann im Salz
1573 wurde im Bergwerk ein „seltsamer Fund“ gemacht, der Körper eines im Salz eingeschlossenen Mannes kam zum Vorschein. Er war unverwest, aber „am Fleisch ganz geselcht und hart und gelb wie ein Stockfisch“. Ludwig Ganghofer verfasste zu diesem Fund seinen Roman „Der Mann im Salz“.

#### Protestantenvertreibung
Im Verlauf der Protestantenausweisungen in den Jahren 1731/32 verließen auch 780 Dürrnberger Bergknappen mit ihren Familien das Land.

#### Ab dem 19. Jahrhundert

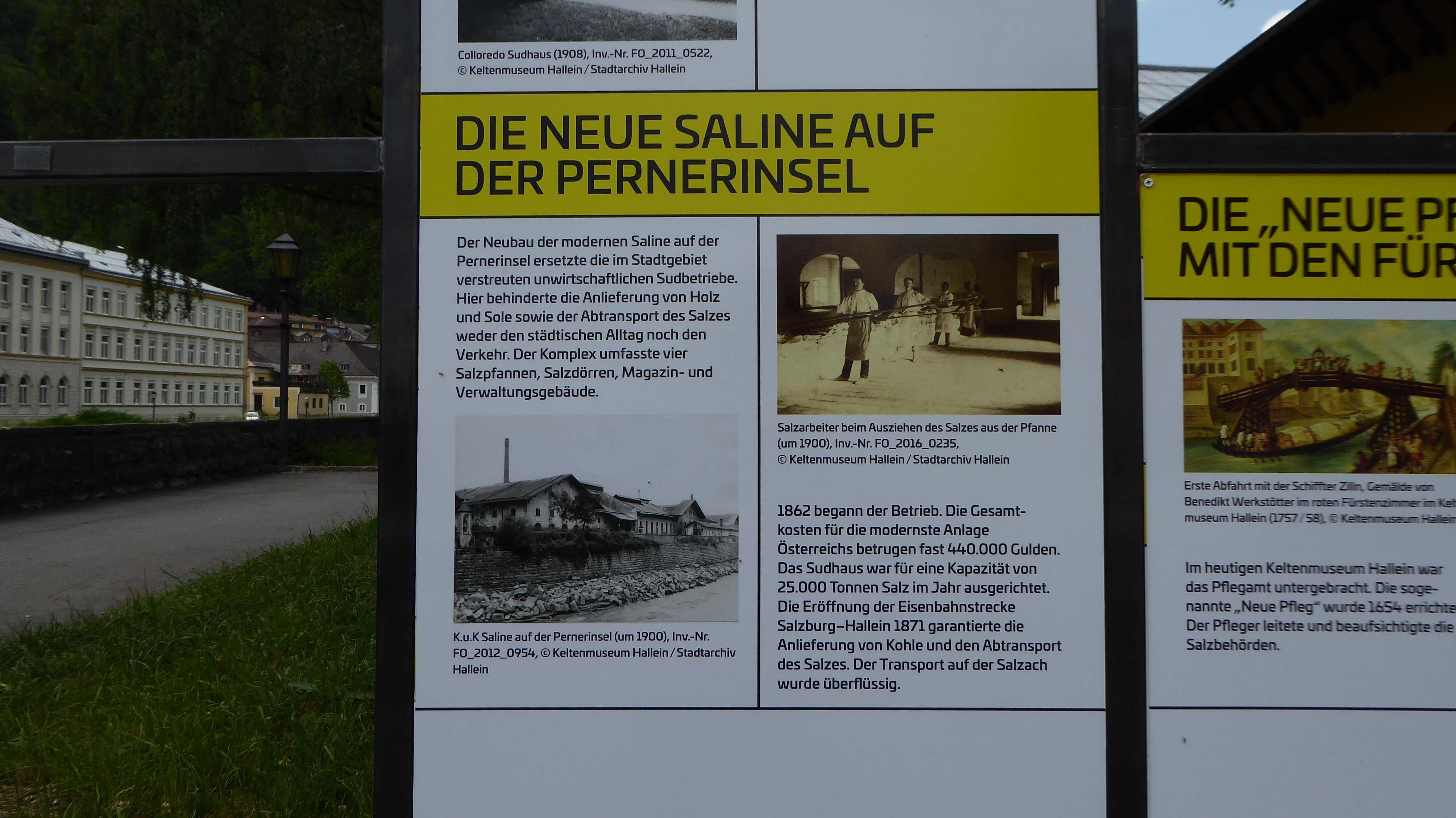
Informationstafel über die Saline auf der Pernerinsel

Das Erzbistum Salzburg verlor während der Napoleonischen Kriege im frühen 19. Jahrhundert seine Eigenständigkeit an mehrere Landesherren und wurde schließlich 1816 endgültig dem Habsburgerreich zugesprochen. Als damals der Großteil des Landes Salzburg durch den Vertrag von München zu Österreich kam, wurde Hallein zudem zum Grenzort. Im Verbund mit dem österreichischen Salinenwesen war die Saline Hallein fortan von untergeordneter Bedeutung.
Eine Rationalisierung wurde 1854/62 mit dem Bau einer leistungsfähigen Salinenanlage auf der Pernerinsel mit Sudpfannen zur Sudsalzproduktion eingeleitet. Ab 1870 produzierte die Saline vermehrt Industriesalz. So erreichte die die Salinenproduktion um 1889 mit ca. 14.000 Tonnen Salz einen Produktionshöhepunkt vor dem Ersten Weltkrieg (1914).Erst nach dem Zweiten Weltkrieg (1945) stieg durch die Nachfrage nach Industriesalz durch die chemische Industrie (Chlorchemie) die Salzproduktion weiter an. 1954/55 erhielt der Salinenstandort Hallein mit der Errichtung einer Thermokompressionsanlage die letzte große Investition in eine Anlage. Im Jahr 1971 erreichte die Produktion von Industriesalz mit 71.000 Tonnen seinen Höchstwert. Am 31. Juli 1989 erlosch mit der Schließung durch die Republik Österreich als Eigentümerin der Salinen AG und der Einstellung der Solegewinnung im Bergbau auf dem Dürrnberg eine über 2.500 Jahre alte Wirtschaftstradition. Kunst und Kultur erfüllen nun die zurückgelassenen Industriestätten mit Leben. Besonders die aufgelassene Saline mit Sudhaus, Werkstätten und Verwaltungsgebäuden auf der Pernerinsel als Standort für außergewöhnliche Produktionen der Salzburger Festspiele hat sich als Faktor für Wirtschaft, Tourismus und Kultur etabliert.
1869 wurde die k.k. Tabak- und Zigarrenfabrik Hallein errichtet und bestand bis 1940.
1890 – die Holztrift funktionierte noch – wurde die Zellulose- und Papierfabrik in Betrieb genommen. Die Papierproduktion endete 2009, heute läuft die Produktion von hochreiner Zellulose etwa für Viskosefasern. Die Bio-Raffinerie erzeugt aus Holz Chemierohstoffe, Heizgas, Ethanol, Fernwärme für Hallein und Strom.

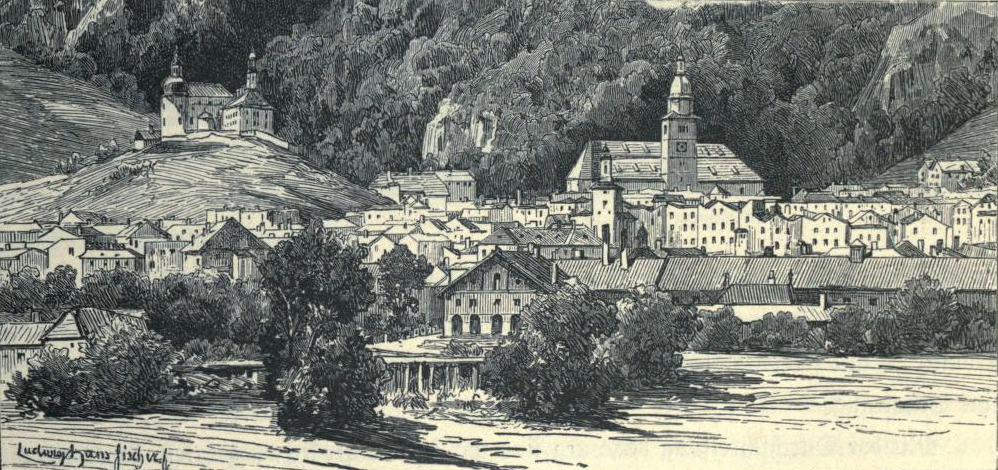
Ansicht von Hallein aus den 1880er Jahren

### Burg Hallein

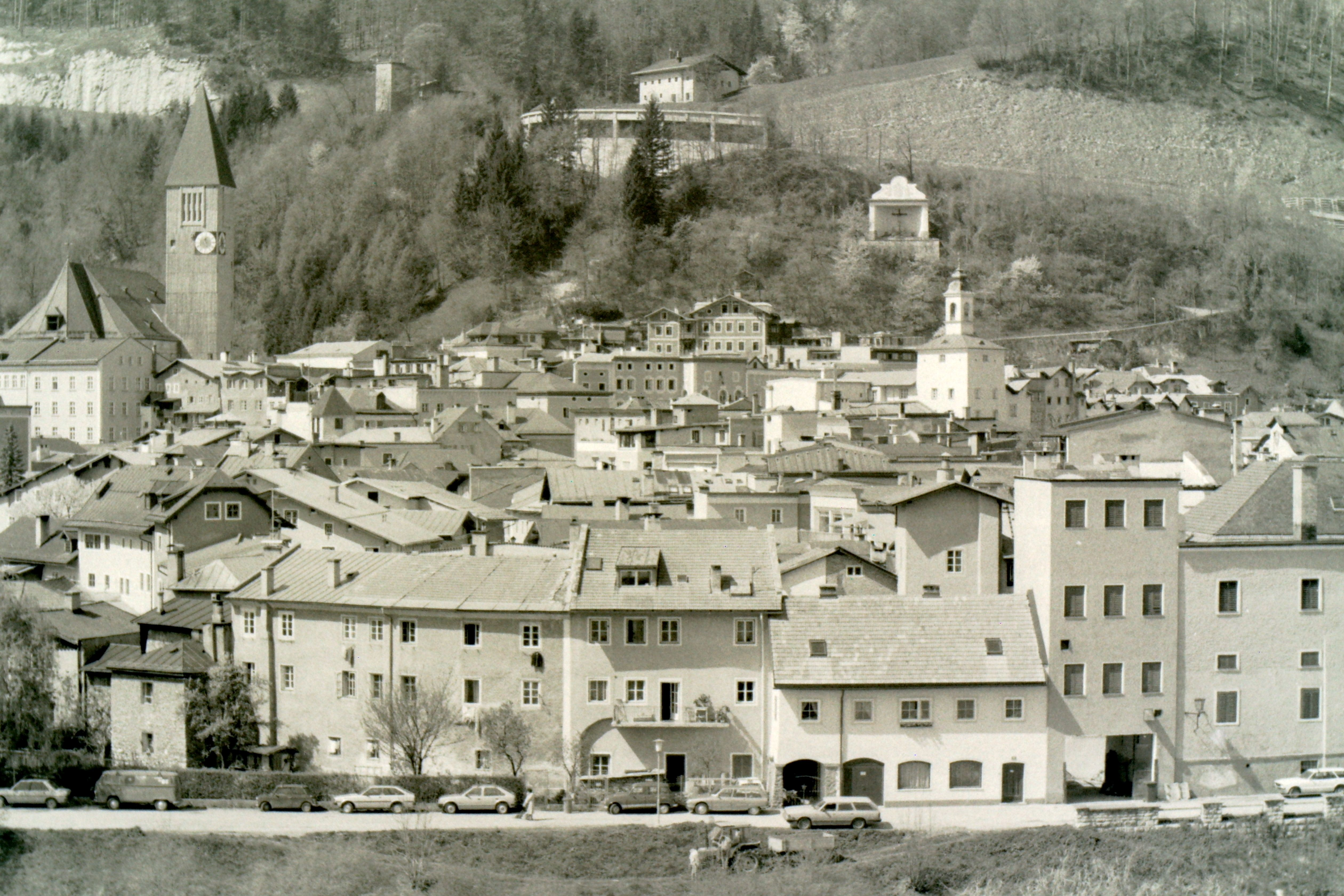
Stadtansicht mit Reckturm

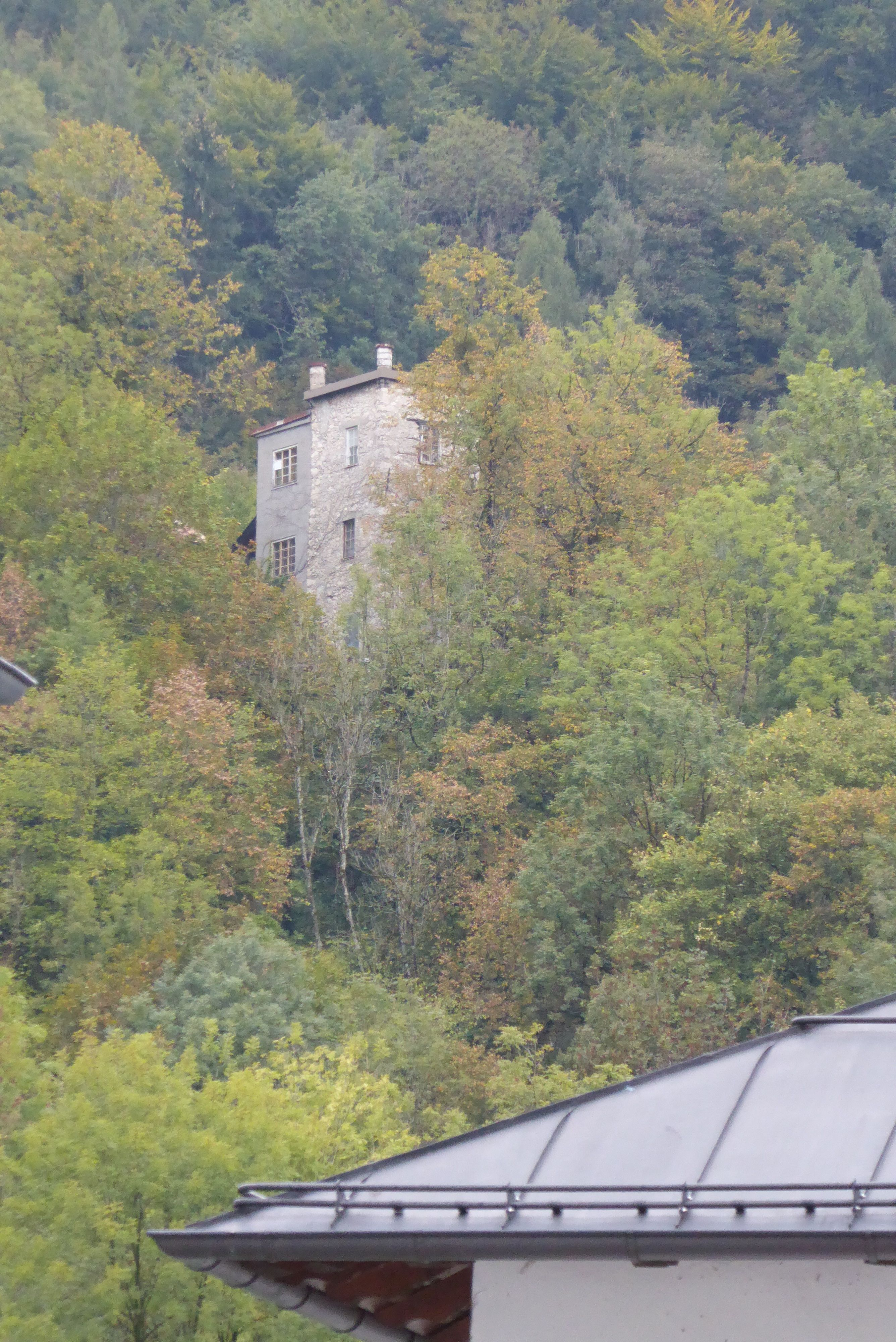
Der Reckturm vom Georgsberg aus fotografiert

Die Veste Sulzeneck kann als die Burg von Hallein bezeichnet werden. Die Inneren Grenzbefestigungen im Mittelalter waren die Vesten Schoßrisen (Ruine Thürndl), Sulzeneck (Reckturm und Fuchsturm sind noch erhaltene Gebäude) und die nicht mehr existierende Hallburg (am Georgsberg 1262). Die Bauwerke der Burg befanden sich im Bereich des Riesengutes unmittelbar über der Stadt, westlich des ehemaligen „Eisinger’s Gasthaus zur Gemse“. Der Reckturm, im 14. Jahrhundert als Bürgerturm bezeichnet, und der Fuchsturm, als „großes Eisentor“ bezeichnet, waren Teil der mittelalterlichen Befestigungsanlage, die am Anfang des 19. Jahrhunderts dem Verfall preisgegeben wurde. Der Reckturm (bzw. Röckturm) wurde wieder errichtet und ist von der Stadt aus zu sehen.

### Salzachschifffahrt
Aus Urkunden über die Mautrechnung geht hervor, dass im Jahr 1515 21 Tonnen Salz, das entsprach 2/3 der Salzproduktion, mit Schiffen auf der Salzach hinunter nach Laufen transportiert wurden. Diese in Hallein gebauten Schiffe hießen Haller oder auch Hallasch. Laufen an der Salzach und Oberndorf bei Salzburg bildeten die Schlüsselstelle für die Salzachschiffahrt, hier wurden die Salzfässer umgeladen und die Schiffe mit Getreide aus Bayern und Böhmen und mit Wein für Hallein beladen. Erst ab 1450 erfolgte der Rücktransport der Lastkähne mit Pferden auf Treppelwegen. Davor zogen Menschen die Schiffe und Nachen die 40 km flussaufwärts nach Hallein. Über 2200 Schiffe verließen im Jahr 1590 die Stadt Hallein, beladen mit Salzfässern, den sogenannten Kufen. Auf einem der 72 Ölgemälde in den Fürstenzimmern des Pflegegebäudes, dem heutigen Keltenmuseum Hallein, ist das Beladen der Schiffe dargestellt, es ist beschriftet mit dem Titel: „Saltz Antragen an die schiff“.
In drei Werften, der langgestreckte „Schopperstadel“ existierte noch bis in die Anfänge des 20. Jahrhunderts, wurden jährlich bis zu 350 größere und kleinere Schiffe gebaut.
Die Errichtung des Eisenbahnnetzes bedeutet das Ende der Salzachschifffahrt. 1866 erfolgte der letzte Salztransport auf der Salzach.

### Holztriftanlage – Grießrechen

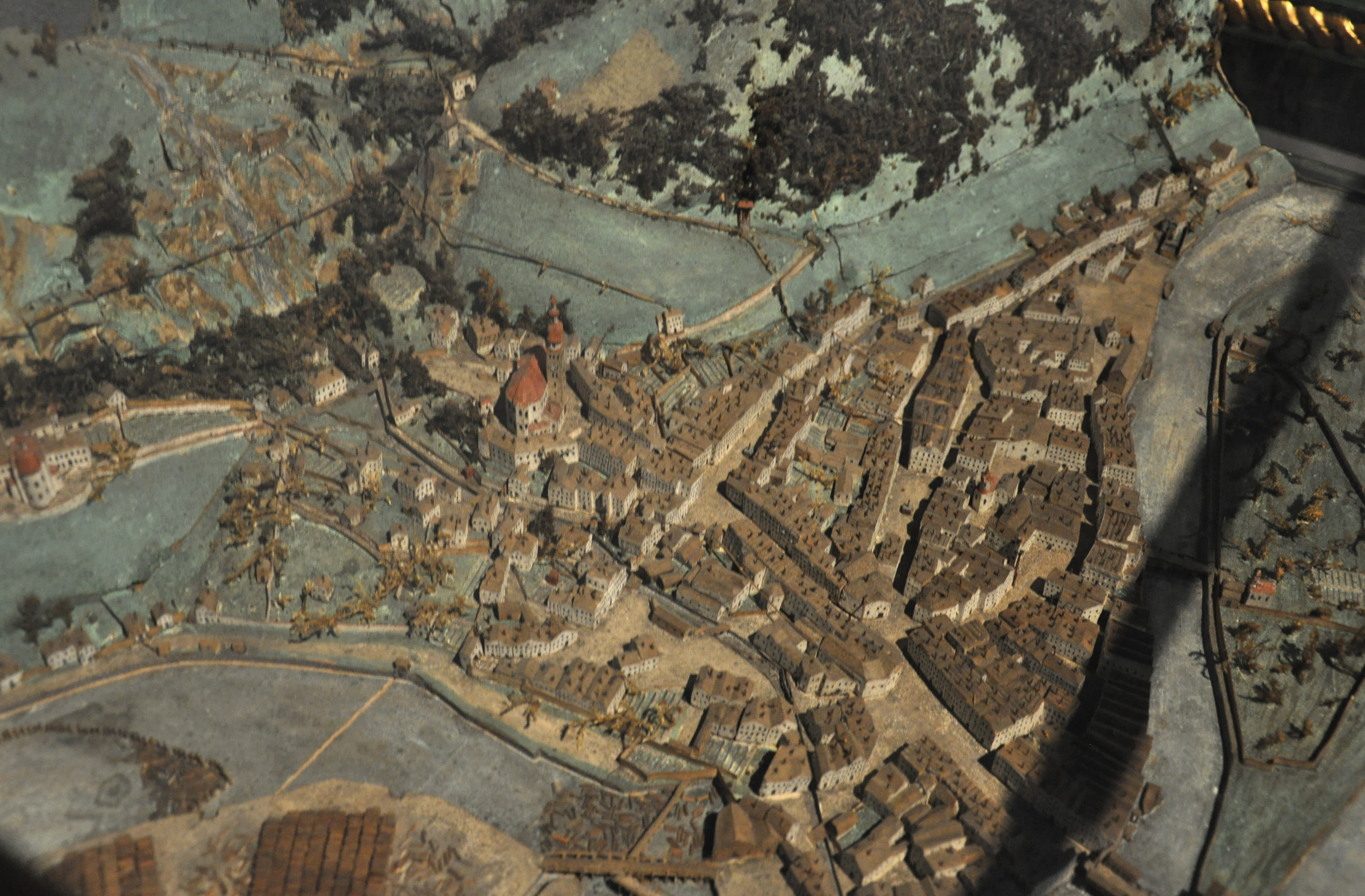
Hallein mit Holztriftanlage 1790, Modell aus der Kunstsammlung der Erzabtei St. Peter, ausgestellt im Salzburg Museum

Der Grießrechen war über Jahrhunderte die größte Holztriftanlage Europas. In der Salzach wurde aus den Hochwäldern der Gebirgsgaue Gruben-, Brenn- und Nutzholz für den Bergwerksbetrieb und die Befeuerung der Sudpfannen getriftet. Die Geschichte dieser Anlage ist gleichsam eine Geschichte des Wasserbaus. 1207 ist der Rechen erstmals urkundlich erwähnt, auf die „Entfremdung“ des Salinenholzes wird Strafe gesetzt. 1276 wird das „Edtwerk“ als „canales“ erstmals erwähnt. Um 1500 wurden durchgreifende Regulierungsbauten errichtet, das neue große Wehr über die ganze Strombreite war ein technisches Wunder seiner Zeit.
Die Holzbringung erfolgte durch die sogenannte Klaustechnik, Baumstämme aus den Seitentälern der Salzach bis hinein in den Oberpinzgau, meist Fichten oder Tannen, wurden in maximal 120 cm lange Teile abgelängt und in den Bergtälern in die Bäche gezogen. In Klausen staute man das Wasser auf und beim Öffnen wurden die Holzsegmente mit dem Wasserschwall in die Salzach mitgerissen. Beim Grießrechen in Hallein konnten auf 23 sogenannte „Läder“ die kurzen Stämme an Land gezogen, gekloben und als Scheiter zum Trocknen aufgeschlichtet werden. Fuhrwerke brachten das trockene Holz zu den Pfannhäusern. 1590 benötigte man für die ca. 36 Tonnen Salz, die in diesem Jahr erzeugt wurden, Holz, das einem Stapel von 1,8 m Höhe, 1,2 m Breite und einer Länge von 100 Kilometern entsprochen hätte.
Nach drei Jahrhunderten, 1861, zerstörte ein Hochwasser diese Anlage. Zwar wurde der Rechen mit einem neuen Schleusenhaus, dieses hatte 14 bewegliche Tore, wieder aufgebaut, doch durch die Errichtung der Salzburg-Tiroler-Bahn (früher Erzherzogin-Giselabahn) verlor die Holztrift auf der Salzach an Bedeutung. Auch die Sudpfannen wurden durch den neuen Transportweg auf den Brennstoff Kohle umgestellt.
Die Holztrift war bedeutsam für die Errichtung der Zellulose und Papierfabrik Hallein im Jahr 1890 durch die Fa. Kellner und Partington. Die Papierfabrik wurde 2009 geschlossen. Von AustroCel wird Zellstoff, Viskosefaser, Brenngas, Ethanol sowie Strom und Fernwärme aus Holz erzeugt.
Der Niedergang des Rechens wurde 1920 durch ein weiteres großes Hochwasser besiegelt, das Wehr wurde zur Gänze weggerissen und mit ihm sämtliche Holzbrücken abwärts bis zur Stadt Salzburg.

### Zwischenkriegszeit – Flussregulierung
Mit dem Verschwinden der Salzachwehr oberhalb der Stadt Hallein wurde eine dauerhafte Flussregulierung unumgänglich. Unter Bürgermeister Anton Neumayr wurde die Regulierung der Salzach 1930 abgeschlossen. Kernstück der Salzachregulierung bildete die Dachwehranlage der Zellulose- und Papierfabrik „The Kellner Partington“. Flussabwärts sicherte ein 6 Meter breiter Uferwall die Stadt Hallein, die dem Fluss abgerungenen Flächen der ehemaligen Rechenanlage wurden als Bebauungsflächen zur Stadterweiterung genutzt, dabei mussten Erdbewegungen in der Größe von 200.000 Raummetern durchgeführt werden.

### Europas größtes Strandbad
Auf Höhe der neuen Wehranlage errichtete die Stadt ein großzügiges Strandbad, der alte Sigmundkanal der Holztriftanlage wurde zum größten „Binnenbecken Europas“ ausgebaut. Hauptattraktion des Halleiner Strandbades war der Toboggan, von einem Holzturm konnte man mit einem Schlitten hinunter ins Wasser des großen Strandbadbassins gleiten. Ein Gasthaus, Liegewiesen, der Eichenhain und ein „Sandstrand“ machten das Strandbad zu einem überregionalen touristischen Anziehungspunkt.

### Jüdische Geschichte der Stadt
Hallein wuchs auf Grund seines Salzbergwerkes beginnend in der vorrömischen Zeit zu einem bedeutenden und wichtigen Handelszentrum heran, das erst im Mittelalter als solches von der Stadt Salzburg langsam abgelöst wurde. Die in Hallein lebende Jüdische Gemeinde war bis zu ihrer ersten Auslöschung im Jahr 1349 größer und bedeutender als jene in Salzburg. Als Erzbischof Pilgrim in der zweiten Hälfte des 14. Jahrhunderts wiederum jüdische Händler ermunterte, sich im Erzbistum niederzulassen, kam es zur Wiedergründung einer Jüdischen Gemeinde, deren Mitglieder (auch Frauen und Kinder) allerdings bereits im Jahr 1404 – ebenso wie jene in Salzburg – auf dem Scheiterhaufen verbrannt wurden. Dieser Verbrennung ging ein Einbruchsdiebstahl in der Müllner Kirche voran, der fälschlicherweise Juden angelastet wurde. Danach kam es im 15. Jahrhundert nochmals zur Gründung einer jüdischen Gemeinde in der Salinenstadt, die jedoch mit der Ausweisung der mittlerweile sehr wenigen Juden aus dem Erzbistum Salzburg durch Erzbischof Leonhard von Keutschach im Jahr 1498 ihr Ende fand.

### Rüstung und KZ in der NS-Zeit
Die Eugen Grill Werke in Hallein wurden der größte Rüstungsbetrieb im Land. Unter den Decknamen „Kiesel“ wurden Teile des Werks zum Schutz vor Fliegerangriffen in der Nähe unter Tage verlagert. Ende Februar 1945 lief dort die Produktion an, noch Mitte März wurde die unterirdische Fabrik offiziell eröffnet. Nachfolger wurden 1948 die Halleiner Motorenwerke, Produktionsgegenstand waren dann zunächst Mopeds.
1943 errichtete die SS ein Barackenlager als Konzentrationslager für 1.500 bis 2.000 Menschen. Es war formal Außenlager des KZ Dachau. Die dorthin Deportierten waren zumeist politische Gefangene und mussten in einem Steinbruch/Stollen in der Nähe von Hallein Zwangsarbeit verrichten, wodurch viele der Gefangenen an Folgen der körperlich schweren Arbeit und ihrer darauf zielenden Mangelernährung oder bei Erschießungen ums Leben kamen (in der NS-Ideologie: Vernichtung durch Arbeit).
Der Widerstandskämpferin Agnes Primocic (1905–2007) gelang es gegen Ende des Zweiten Weltkrieges, als die amerikanische Armee bereits kurz vor Salzburg stand, 17 KZ-Häftlinge vor der bereits angeordneten Erschießung zu bewahren.

### Nach dem Zweiten Weltkrieg
Nach dem Zweiten Weltkrieg wurde die Stadt Hallein Teil der amerikanischen Besatzungszone im besetzten Nachkriegsösterreich. In Hallein-Puch richtete die amerikanische Militärverwaltung ein Auffanglager für Displaced Persons, wie Flüchtlinge und Überlebende des Holocausts in der Nachkriegszeit genannt wurden, ein. Das Halleiner DP-Lager bekam von den vorwiegend jüdischen Lagerinsassen den Namen Beth Israel (auch: Bejt Israel, Bejß Jissroel) und blieb bis Mitte der 1950er Jahre bestehen.
Von 1950 bis 1954 bestand der Fußballklub Hakoah Hallein, dessen Mannschaft sich ausschließlich aus jüdischen Spielern des Lagers Beth Israel zusammensetzte. Trainiert wurde die Mannschaft von Heinrich Schönfeld, einem ehemaligen Erstligakicker von Hakoah Wien, der 1926 in die Vereinigten Staaten auswanderte und nach dem Krieg für wenige Jahre wieder nach Österreich zurückkehrte.
Im Halleiner Gemeinderat warf Gerhard Cirlea im Jahr 2001, als damaliger Abgeordneter der Freiheitlichen Partei Österreichs (FPÖ), mit seiner Aussage „in Hallein hat es kein Konzentrationslager gegeben“ der Ehrenbürgerin Agnes Primocic Geschichtsfälschung vor. Im spitzfindig engen Wortsinn hatte er damit insofern Recht, als es sich in Hallein um ein Außenlager des Konzentrationslagers Dachau handelte. Geläufig ist jedoch die kurze Bezeichnung als KZ-Außenlager Hallein.

### Brauereiwesen
Im Jahre 1475 wurde nahe Hallein vom Salzburger Bürgermeister und Stadtrichter Hans Elsenheimer (auch: Johann Elsenhaimer) das sogenannte Kalte Bräuhaus errichtet, das nach dessen Tod 1498 in den Besitz der fürsterzbischöflichen Hofkammer überging. Etwa 300 Jahre später erwarb die bayerische Kurfürstin und österreichische Erzherzogin Maria Leopoldine von Österreich-Este (1776–1848) die Brauerei in Kaltenhausen. Sie hatte einen angeborenen Geschäftssinn und wirtschaftliches Feingefühl und konzentrierte sich im Rahmen ihrer wirtschaftlichen Tätigkeit unter anderem auf die Modernisierung der Brauereien, die sich als rentable Investitionen erwiesen. So wurde die Brauerei Kaltenhausen in einen Brauerei-Großbetrieb umgewandelt.
Im Jahre 1898 wurde die Deutsche Bank Besitzer des prosperierenden Brauhauses, 1901 entstand auf Betreiben der Bank die „Aktiengesellschaft Brauerei Kaltenhausen“. 1921 gehörte das Hofbräu Kaltenhausen zu den Gründungsbetrieben der ehem. Österreichischen Brau AG, aus der nach 1945 die Brau Union Österreich AG entstand. Heute gehört Kaltenhausen zur niederländischen Heinekengruppe. 2011 wurde der großtechnische Brauereibetrieb eingestellt.
In der Stadt Hallein existierten 10 Brauhäuser, als letzte Kleinbrauerei stellte 1920 der Stampflbräu am Pfannhauserplatz die Biererzeugung ein.

### Handwerkskunst
Einige Handwerkszweige haben überregionale Bedeutung erlangt.

#### Hafner
Innerhalb des Erzstiftes der Residenzstadt Salzburg hatte Hallein eine besondere Stellung. Der Halleiner Zunft unterstanden die Hafner aus Radstadt, Mauterndorf, Tamsweg, Grödig und Maxglan sowie Berchtesgaden. Bereits im Mittelalter ist eine große Bedeutung der Hafnerzunft in Hallein nachweisbar, 1501 ist Hafnermeister Gruber dokumentiert. Ob der Prunkofen auf der Festung Hohensalzburg aus Hallein stammt wird vermutet, ist aber nicht nachweisbar.
Mitte des 17. Jahrhunderts waren alle Hafner in Laufen, Tittmoning, Waging, Teisendorf, Radstadt, Mauterndorf, St. Johann, Taxenbach und Straßwalchen der Zunft Hallein angegliedert.

#### Geigenbauer
Hallein war über einen längeren Zeitraum Zentrum des Geigenbaus in Salzburg. Zu einem Höhepunkt gelangte 1673 Marzell Pichler auch Clemens Wöginger ist zu erwähnen. Im 18. Jahrhundert folgten auf den Geigenbauer Johann Strobl die Brüder Bernhard, Michael und Antoni Wasslberger, wobei Antoni Geigen mit gewölbtem Boden schuf.

#### Baumwollwarenstickerei, Zinnguss und Silberfiligranarbeiten
Hausindustien und industrieähnliche Gewerbezweige sind im 17. und 18. Jahrhundert beurkundet. Die Halleiner „Blaustrümpfe“ der Baumwollwarenstickerei lieferte die beliebten Waren nach München, Leipzig, Nürnberg und Frankfurt. Auch entferntere Gebiete wie Preußen, Holland, Polen, Russland und die gesamte Levante wurde beliefert.
1582 arbeitete Thomas Handschüch als Zinngießer in Hallein. Peter Geißler ist erst 1787 als Meister in Hallein erwähnt, 1806 erhielt der Mailänder Carl Anton Peretti die Gerechtsame und über zwei Jahrhunderte, bis ins 20. Jahrhundert, schien der Name dieser Zinngießerfamilie in der Stadt auf. Als Punze wurde anfänglich das Motiv des Halleiner Salzträgers verwendet, später waren es steigende Löwen oder die Namen der Perettis.
1826 gründete Jakob Reitsamer aus dem Schmuckzentrum Schwäbisch Gmünd in Hallein eine Werkstatt für Gürtler-, Gold- und Silberarbeiten. Das Reitsamer-Haus war am Molnarplatz, dort entstand vor allem der „Röserlschmuck“, eine Silber-Filigranarbeit. In dieser Schmuckwerkstätte wurden Kropfketten, Schwartennadeln, Haar- und Haubennadeln sowie Filigran-Knöpfe, Miederhaken und Broschen hergestellt.
Jakob Reitsamer ist es zu danken, dass im Jahre 1840 der bedeutende Fund aus der späten Bronzezeit, der „Helm von Pass Lueg“ als Schenkung an das Salzburg Museum ging.

#### Holzwarenerzeugung
Ein wichtiger Nebenerwerb für die Salinenarbeiter und Schiffsleute war die Erzeugung von Holzwaren aus Ahorn, Fichte und Linde. Schon seit dem 17. Jahrhundert mussten Verordnungen zum Schutz der umliegenden Wälder erlassen werden, weil der Materialbedarf überhandnahm. Hergestellt wurden Spanschachteln, Besen und Holzspielzeug. Wandernde Hausierer und Schnitzwarenhersteller brachten ihre Waren bis nach München und Nürnberg.
Schon früh übernahmen Verlegerfirmen den Vertrieb der Waren, Franz Oedl steht als Synonym für den Begriff „Halleiner Spielzeug“. Durch den Zusammenschluss mit der ältesten Spielwarenfabrik in Wien, mit Johann Haller, entstand am Beginn des 19. Jahrhunderts die „kaiserl. königl. privilegierte Holzwarenfabrik in Wien und Hallein“. Über Salzach, Inn und Donau wurden die Holzwaren nach Wien geliefert, von dort weiter nach Ungarn, Böhmen und Mähren bis in die Levanteländer und auch auf Schlitten nach Bayern. Mit Wagen gelangte die Ware nach Venetien, Südtirol und in die Lombardei. Um 1920 endete nach ca. 500 Jahren die Holzwarenproduktion in Hallein, im Oedlschen Kundenverzeichnis von 1900 gab es 390 Kundenadressen an 122 Orten auch in Deutschland, Frankreich, Polen und der UdSSR.

### Hochwasser und Hochwasserschutz
2021 wird die Altstadt von Hallein überschwemmt, dabei entsteht ein Sachschaden 6 Mio. €. Schon seit etwa 2020 wurde an Hochwasserschutzbauten gearbeitet. Ende 2021 wurde das Rückhaltebecken mit 80.000 m³ Fassungsvermögen am Oberlauf des Kotbachs fertig gestellt. Seit etwa Mai 2023 ist die Anlage am Raingraben einsatzbereit, diese kann Wasser durch einen alten Bergbaustollen ableiten. Ein Rückhaltebecken für 40.000 m³ am Unterlauf des Kotbachs wurde Mitte August 2023 funktionsfähig. Mit Vollendung der Maßnahmen im Kleinkirchental auf dem Dürrnberg wurden 7 Mio. € verbaut. Bauten, etwa in Gamp und am Dürrnberg um weitere 3 Mio. € sollen in den nächsten Jahren folgen, ebenfalls drittelfinanziert durch Stadt, Land und Bund.

## Bevölkerungsentwicklung
Die Bevölkerung von Hallein stieg von 1961 bis 2001 von 13.329 auf 18.399 Einwohner. Damit liegt Hallein über dem wachsenden Durchschnitt des Bezirks. Ein Grund dafür war die Zuwanderung von Arbeitskräften aus der Türkei und aus Jugoslawien in den 1970er Jahren, die überwiegend für die Industrie benötigt wurden. Durch diesen starken Zuzug entwickelte sich Hallein in den letzten Jahrzehnten vermehrt zu einer multikulturellen Kleinstadt.

## Politik

### Gemeinderat
| Gemeinderatswahl 2024Wahlbeteiligung: 59,8 % 6050403020100 51,9 % (+14,6 %p)13,7 % (−20,5 %p)11,6 % (−0,2 %p)8,6 % (−3,6 %p)5,7 % (n. k. %p)4,9 % (n. k. %p)2,2 % (−2,3 %p)1,5 % (n. k. %p) SPÖÖVPFPÖGRÜNEKPÖBLHNEOSFMÖ20192024 |

Die Gemeindevertretung hat insgesamt 25 Mitglieder.
- Mit den Gemeindevertretungs- und Bürgermeisterwahlen in Salzburg 2004 hatte die Gemeindevertretung folgende Verteilung: 11 ÖVP, 10 SPÖ, 3 Bündnis für Hallein, und 1 FPÖ.
- Mit den Gemeindevertretungs- und Bürgermeisterwahlen in Salzburg 2009 hatte die Gemeindevertretung folgende Verteilung: 15 ÖVP, 6 SPÖ, 2 FPÖ, und 2 Grüne.[39]
- Mit den Gemeindevertretungs- und Bürgermeisterwahlen in Salzburg 2014 hatte die Gemeindevertretung folgende Verteilung: 13 ÖVP, 6 SPÖ, 2 FPÖ, 2 Grüne, und 2 NEOS.[40]
- Mit den Gemeindevertretungs- und Bürgermeisterwahlen in Salzburg 2019 hatte die Gemeindevertretung folgende Verteilung: 9 SPÖ, 8 ÖVP, 3 Grüne, 3 BASIS (ehemals FPÖ), 1 NEOS, 1 Parteifrei (ehemals ÖVP).[41]
- Mit den Gemeindevertretungs- und Bürgermeisterwahlen in Salzburg 2024 hat die Gemeindevertretung folgende Verteilung: 15 SPÖ, 3 ÖVP, 3 FPÖ, 2 Grüne, 1 KPÖ und 1 BLH.[42]

### Bürgermeister
Die Bürgermeister seit 1919 waren:
- 1919–1934: Anton Neumayr (SPÖ)
- 1934–1936: Rudolf Dworzak (kommissarisch)
- 1936–1938: Anton Stütz (kommissarisch)
- 1938–1939: Alexander Gruber (NSDAP)
- 1939–1945: Franz Moldan (NSDAP)
- 1945–1946: Karl Nedomlel (KPÖ)
- 1946–1951: Rudolf Winkler (SPÖ)
- 1951–1958: Johannes Döttl (SPÖ)
- 1958–1976: Josef Brandauer (SPÖ)
- 1976–1987: Rudolf Müller (SPÖ)
- 1987–1995: Franz Kurz (SPÖ)
- 1995–1998: Franz Zambelli (SPÖ)[44]
- 1998–1999: Ernst Scheichl (ÖVP)[45]
- 1999–2013: Christian Stöckl (ÖVP)[46]
- 2013–2018: Gerhard Anzengruber (ÖVP)[47]
- 2018–2019: Maximilian Klappacher (ÖVP)[48][49][50]
- seit 2019: Alexander Stangassinger (SPÖ)[51]

### Wappen
Blasonierung:
„In Rot innerhalb eines silbernen Bordes ein schwarzhaariger schreitender hersehender silberner Mann mit langärmligem Wams, Kniehosen, Gürtel und Schuhen, auf der linken Schulter mit der linken Hand in einer Holzmulde einen Salzstock haltend, in der Rechten einen schrägrechten silbernen Stock, beidseitig begleitet von je einem silbernen konischen Holzgefäß (Perkufe).“
Das aktuelle Wappen hat einen oben dreibergförmigen Schildrand, darauf ein silbernes, von zwei zeltbedachten Türmen mit übereinanderliegenden roten Fenstern flankiertes, mittig abgeknicktes Gebäude mit sieben roten Bogenöffnungen, die mittlere höher. Ältere Darstellungen zeigen die Perkufen in natürlichen Farben.
Wappenerklärung: Der Mann stellt einen Salzträger dar, der den Jahrtausende alten Salzabbau der Stadt symbolisiert, nach der diese ihren Namen hat, ebenso die beiden Holzgefäße. Diese Perkufen waren unten offene, oben mit einem Ablaufloch versehene, kegelstumpfförmige Holzgefäße aus geraden Holzdauben und Eisenbändern, vom Küfer gefertigt, die wie ein Trichter mit dem feuchten Salzbrei durch die nun oben befindliche große Öffnung auf der Perstatt befüllt, nach Ablauf der Sole und Trocknen des Inhalts gestürzt und abgehoben wurden. Der Salzinhalt blieb als Kegelstumpf zur Weiterverarbeitung stehen.
Diese Salzkegel (Salzstöcke) waren über Jahrhunderte das allgemein übliche Transportgebinde weitgehend normierter Größe und wurden per Karren, und per Floß auf der Salzach weitertransportiert.

## Kultur und Sehenswürdigkeiten

### Bauwerke

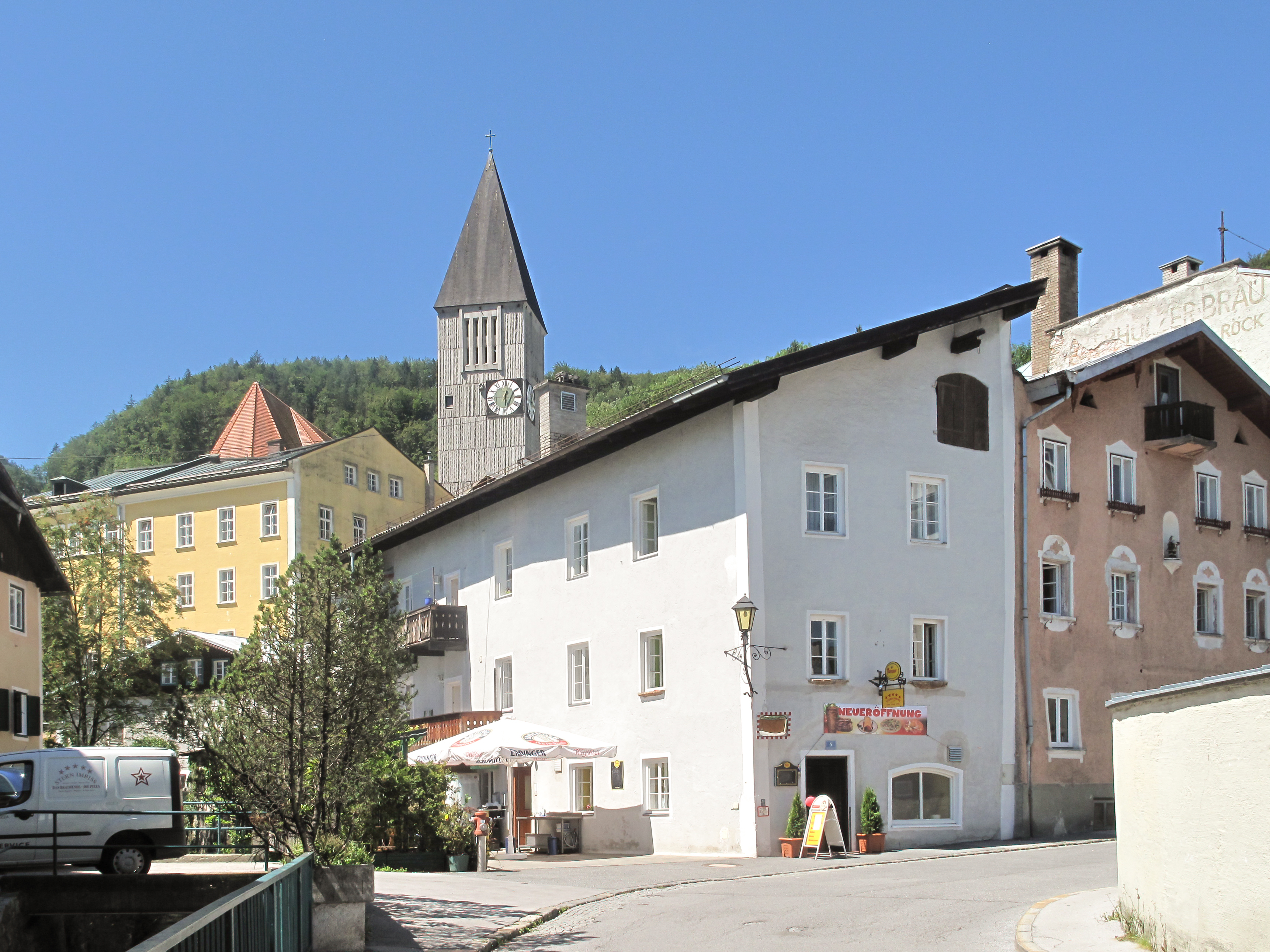
Hallein, Straße mit Kirchturm

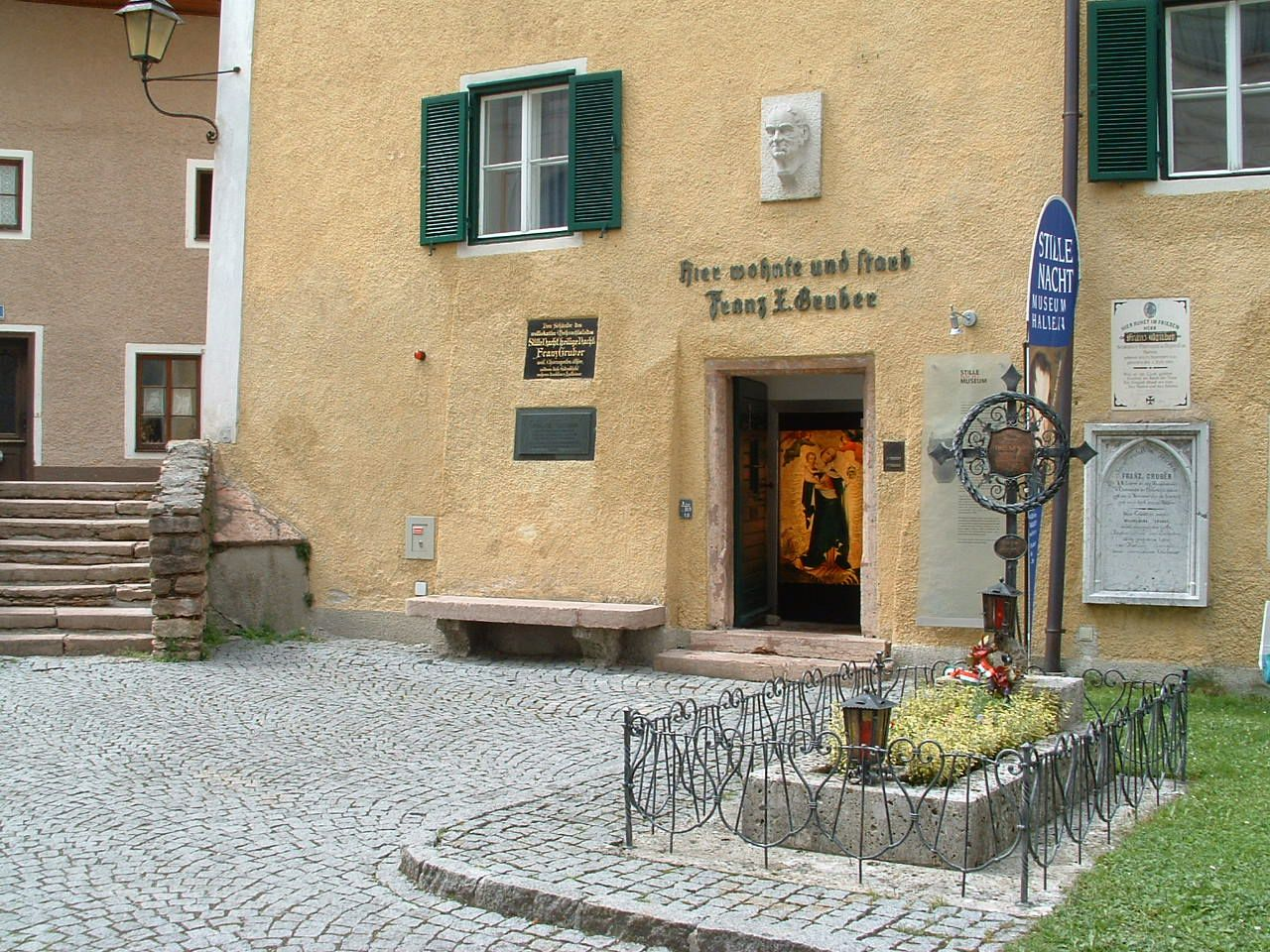
Franz-Xaver-Gruber-Grab und -Museum

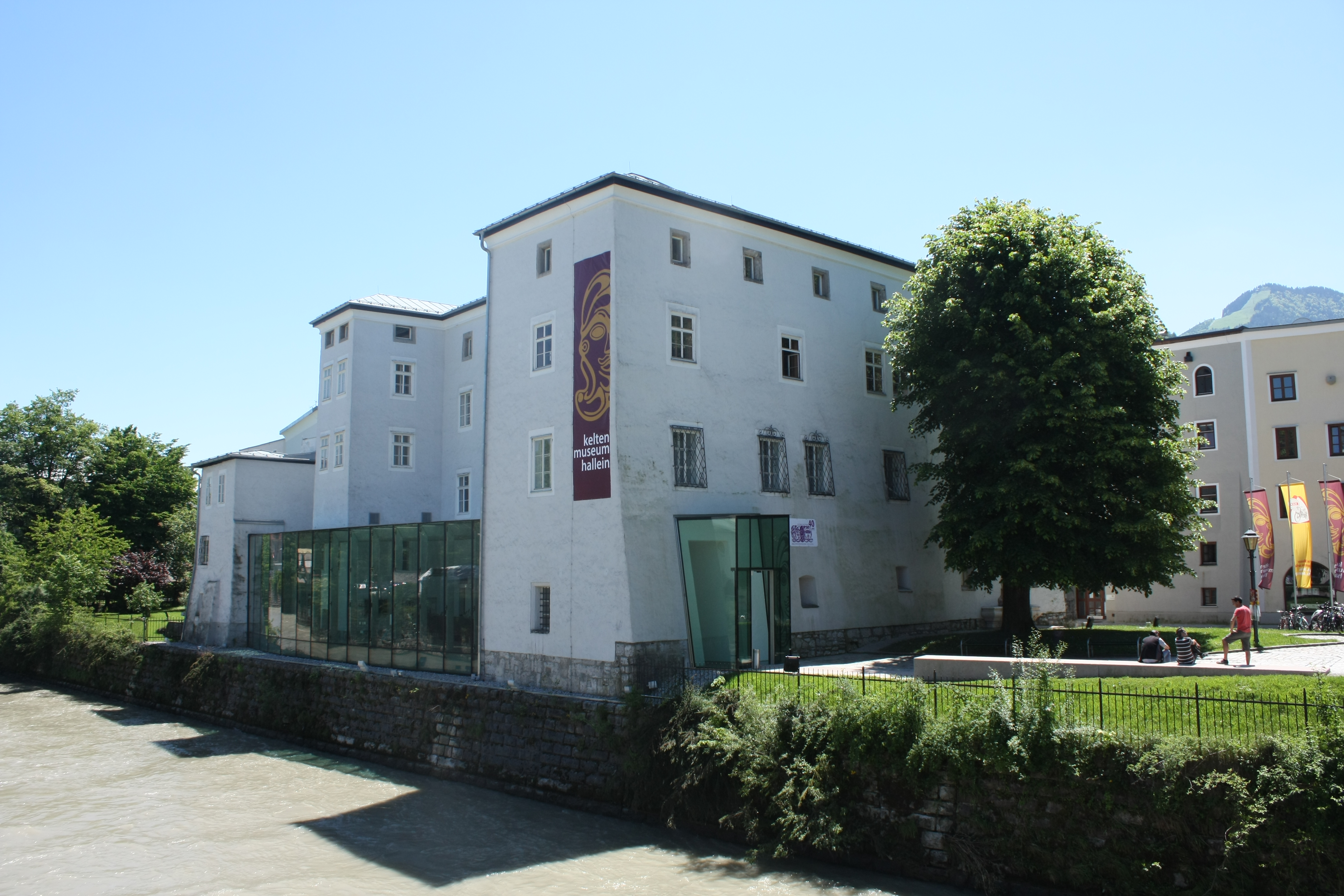
Keltenmuseum Hallein

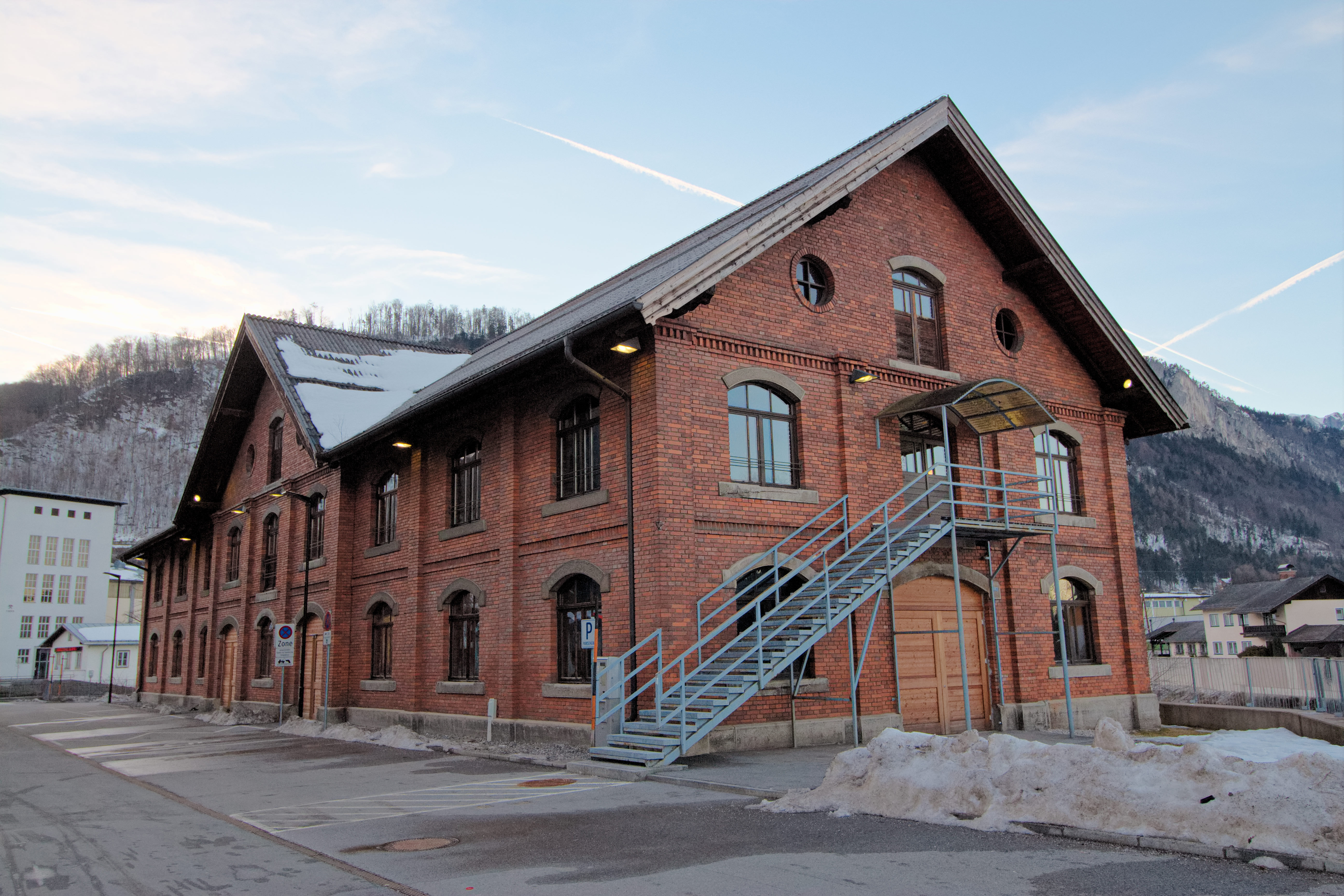
Der Ziegelstadl. Ein historisches Salinenbauwerk, heute ein Veranstaltungsgebäude

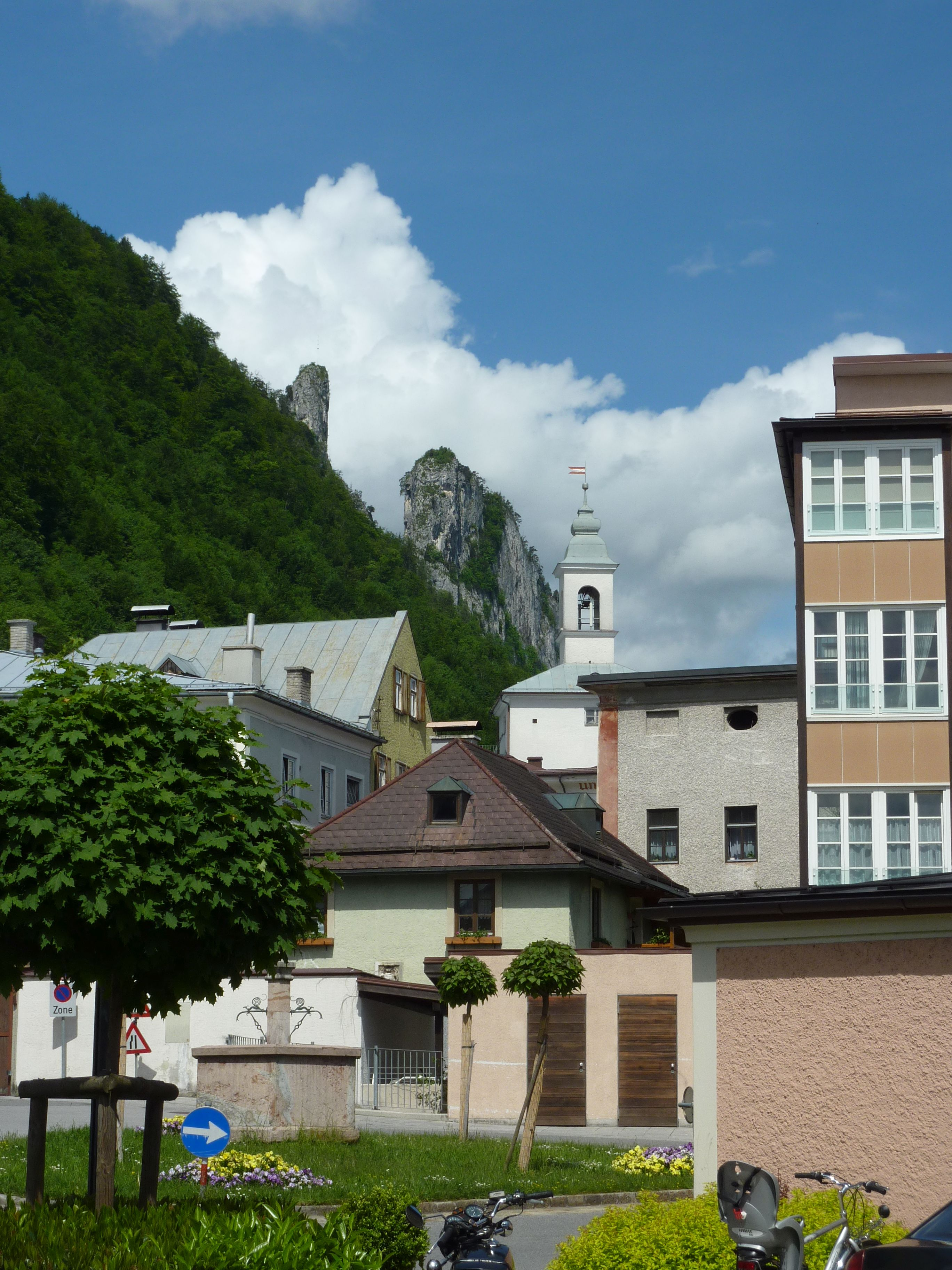
Molnarplatz, Rathausturm mit Barmsteinen

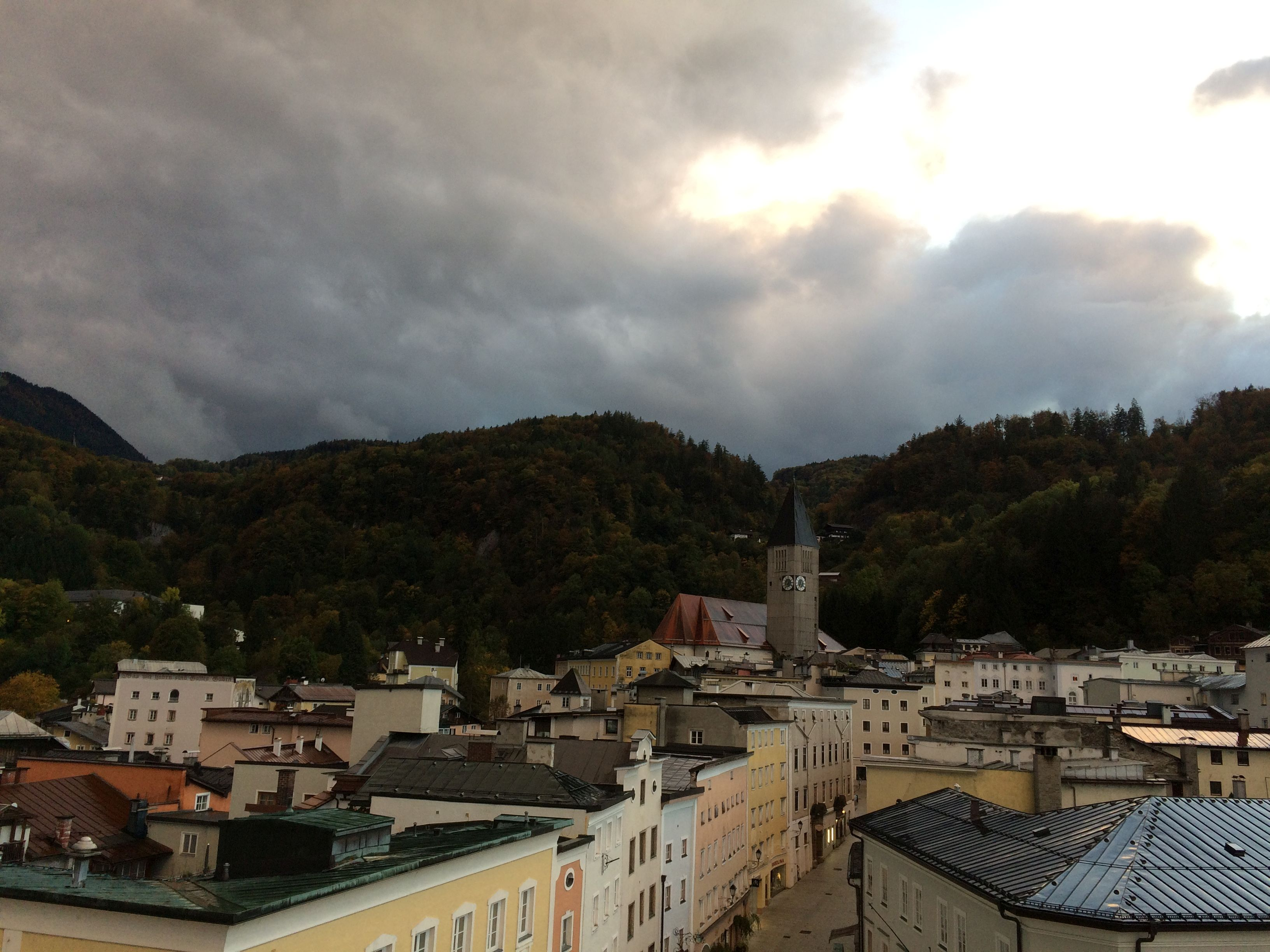
Altstadt von Hallein

- Altstadt: ist ein einzigartiges Beispiel mittelalterlicher Baukunst, zum größten Teil in der Inn-Salzach-Bauweise errichtet. 1978 ist das gesamte Altstadtensemble von Hallein unter Denkmalschutz gestellt worden, denn in den 1970er Jahren begannen Bauspekulanten mit dem Abriss historischer Gebäude, durch diese rigorose Rettungsaktion des Staates konnte die Altstadt gerettet werden.[52]
- Stadtbefestigung, nur Teile erhalten. Stadtmauer, vor 1300 errichtet, von den Stadttoren nur das Griestor erhalten, Veste Sulzeneck und Ruine Thürndl, vermutlich ein Eckpunkt der ehemaligen Stadtbefestigung[53]
- Saline auf der Pernerinsel
- Ziegelstadl
- Klosterstiege auf den Georgsberg. Eine der schönsten Freitreppen Österreichs, abgebrochen 1964.[54]
- Colloredo-Sudhaus, letztes erhaltenes Sudhaus der Stadt
- Salinen-Pflege Amtsgebäude, heute das Keltenmuseum Hallein
- Burgruine Gutrat
- Ruine Alt-Gutrat
- Schloss Gartenau
- Schloss Wiespach
- Benediktschlössl
- Egglauer Schlössel
- Schloss Altdorf (Schloss Paur, Schlossbauer)
- Hofbräu Kaltenhausen
- Villa Tännerhof / Tschusivilla

Kirchen
- Katholische Pfarrkirche Hallein hl. Antonius Eremit: Die Dechantkirche, östlich davon Dechanthof, an den Pfarrhof angebaut die Peterskapelle, südlich der Dechantkirche die Totenkapelle[53]
- Katholische Pfarrkirche Hallein-Neualm hl. Josef der Arbeiter
- Katholische Pfarrkirche Hallein-Rehhof Unserer Lieben Frau Königin des Weltalls
- Katholische Pfarr- und Wallfahrtskirche Dürrnberg Mariä Himmelfahrt
- Evangelische Schaitbergerkirche[53]
- Bürgerspitalskapelle Hl. Kreuz[53]
- Salinen-Kapelle[53]
- Ursulakapelle, Andachtsstätte der Salinenarbeiter. Erste Erwähnung 1553, 1893 abgebrochen.[54]
- Pankrazkapelle, lag über dem Pankrazbogen, 1780 abgebrannt.[54]
- Friedhofskapelle in Burgfried[53]
- Ehemaliges Augustinerkloster
- Leprosenhauskapelle hl. Martin in Kaltenhausen[53]

Sonstiges
- Fresken im Lebzelterschlössl, um 1850 von Anton Eggl ausgeführt.[55]
- Rathaus, Ausstattung des Sitzungssaals durch Franz Oppelt, Direktor der Bildhauerschule Hallein von 1882–1906, mit Rundgemälde des Halleiner Malers Anton Eggl.[53]
- Stolpersteine

### Veranstaltungen
- Sonderveranstaltungen des Keltenmuseums Hallein
- Kulturforum Hallein: Veranstalter kultureller Aktivitäten
- SUDHAUS hallein.kultur: Vernetzung regionaler Kulturschaffender & Veranstalter
- SalzSpiele Kulturverein:[56] Kulturspiele in der Salzregion – ist Mitglied des Dachverband Salzburger Kulturstätten und der IG Kultur Österreich.
- Schmiede Hallein: Multimedia Festival auf der Pernerinsel in der Alten Saline
- Theater bodi end sole: Davisstraße
- Tennengauer Kunstkreis – Galerie „KUNSTRAUM pro arte“: Schöndorferplatz
- 1Blick. Kunst im Vorhaus: monatliche Kunstausstellungen am Bayrhamerplatz 8 – ist Mitglied des Dachverband Salzburger Kulturstätten und der IG Kultur Österreich.
- Kunstgemeinschaft FreiRäume
- Internationale Sommerakademie für Bildende Kunst Salzburg: Kurse der Sommerakademie fanden einige Jahre in der Alten Saline auf der Pernerinsel in Hallein statt
- Salzburger Festspiele: in der Alten Saline auf der Pernerinsel ist seit vielen Jahren Veranstaltungsort der Salzburger Festspiele

### Museen
- Stille-Nacht-Museum Hallein: Museum und Grab von Franz Xaver Gruber, Komponist des Weihnachtslieds Stille Nacht, befinden sich in Hallein, seinem langjährigen Wohnort
- Salzbergwerk – Salzwelten Hallein bei Salzburg: die Salzwelten bieten zwei lange Bergmannsrutschen, eine Fahrt mit der Grubenbahn, eine unterirdische Floßfahrt auf einem Salzsee und ein Keltendorf über Tage
- Keltenmuseum Hallein: Das Keltenmuseum zählt zu den bedeutendsten Sammlungen mit Zeugnissen keltischer Kunst in Europa[53]
- Bindereimuseum Kaltenhausen:[57] In den Räumen, in denen bis 1965 die Fassbinderwerkstätte des Hofbräus Kaltenhausen untergebracht war, wurde 1986 das Binderreimuseum eingerichtet.

### Sport
Universitäts- und Landessportzentrum Salzburg Rif
Sportzentrum und universitäre Ausbildungsstätte, zertifiziertes Olympiazentrum und Heeresleistungssportzentrum. Trainingszentrum für Spitzen- und Breitensport.
Fußball
Der 1. Halleiner Sportklub (HSK) existierte von 1920 bis 2004, in der Zeit des Austrofaschismus wurden Arbeitersportvereine verboten, deshalb schloss sich der HSK unter dem Namen Halleiner Athletik-Club (HAC) dem Allgemeinen Salzburger Fußballverband an (Salzburger Landesmeister und Landespokalsieger). Nach dem Zweiten Weltkrieg feierte der 1. Halleiner Sportklub Erfolge als Landesmeister und Landespokalsieger. Von 1950 bis 1954 gab es den Fußballklub Hakoah Hallein, dessen Mannschaft sich ausschließlich aus jüdischen Spielern des Lagers Beth Israel zusammensetzte. Der Verein SK Olympia 1948 Hallein bestand von 1948 bis 2004 und der jüngste Fußballverein war Union Hallein gegründet 1963. 2004 entstand durch eine Fusion des 1. Halleiner Sportklubs mit Olympia Hallein der FC Hallein 04. 2020 entstand aus dem FC Hallein 04 und der Union Hallein der Fußballverein UFC Hallein.
Wintersport
- Skiclub Hallein gegründet 1933. Erfolgreiche Schirennläufer waren Anna Veith und Thomas Stangassinger

Turnvereine
- ATSV Hallein
- TV Hallein

Sonstige Sportvereine
- 1. KBC Hallein (Kickboxen)
- 1. Halleiner Schachklub
- 1. Halleiner Tennisclub
- RC ARBÖ Hallein (Radsport)
- ABC Luckypool Tennengau (Poolbillard)
- Golfclub Salzburg Anlage Rif
- Bogenclub Celtic Ravens Bad Dürrnberg
- Abada Capoeira
- 1. EV Hallein (Eisschützen)
- HV-Hallein (Hundeverein)

Fischereiverein Hallein
Crosslauf
Der Wyndham Grand CrossAttack, ausgetragen am Universitäts- und Landessportzentrum Salzburg/Rif, zählt zu den wichtigsten Crossläufen Österreichs.
Wandersteige
- Von Hallein auf den Dürrnberg führt der Knappensteig
- Über ein weiterer Wanderweg gelangt man aus der Stadt über die „Riesen“, vorbei am „Kirchentalerl“ oder vorbei an der Ruine „Thürndl“, hinauf auf den „Kleinen Barmstein“ oder weiter nördlich auf den "Großen Barmsstein.

## Wirtschaft und Infrastruktur
Der einseitig auf das Salzwesen ausgerichteten Ökonomie der Stadt Hallein versuchte man in der zweiten Hälfte des 19. Jahrhunderts zunehmend mit neuen Betriebsansiedlungen entgegenzuwirken. Es entstanden z. B. ein Zementwerk, eine Zigarren- und eine Papierfabrik.
Mit 53 % landwirtschaftlichen Biobetrieben liegt Hallein an erster Stelle bei der Verteilung der Biobetriebe nach politischen Bezirken (2011).

## Ansässige Unternehmen

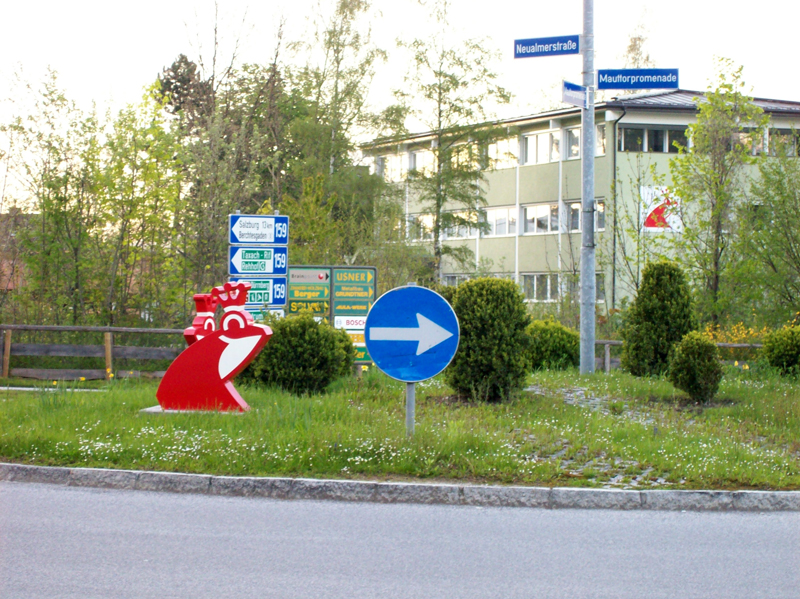
Gesponserter Kreisverkehr mit dem Erdal-Frosch

- AustroCel (1890–2009 Papierfabrik) verarbeitet Holz zu Zellstoff, Viskosefaser, Ethanol, Biogas, Strom und Fernwärme
- Robert Bosch GmbH (Autoelektrik, durch Übernahme von: Friedmann & Maier)
- Erdal (Schuhpflege)
- Halleiner Motorenwerke: 1948 bis 1958
- Emco (Maschinenbau)
- Hofbräu Kaltenhausen
- Trilety Straßenreinigungsmaschinen
- Landesklinik Hallein
- Jacoby GM Pharma

## Verkehr

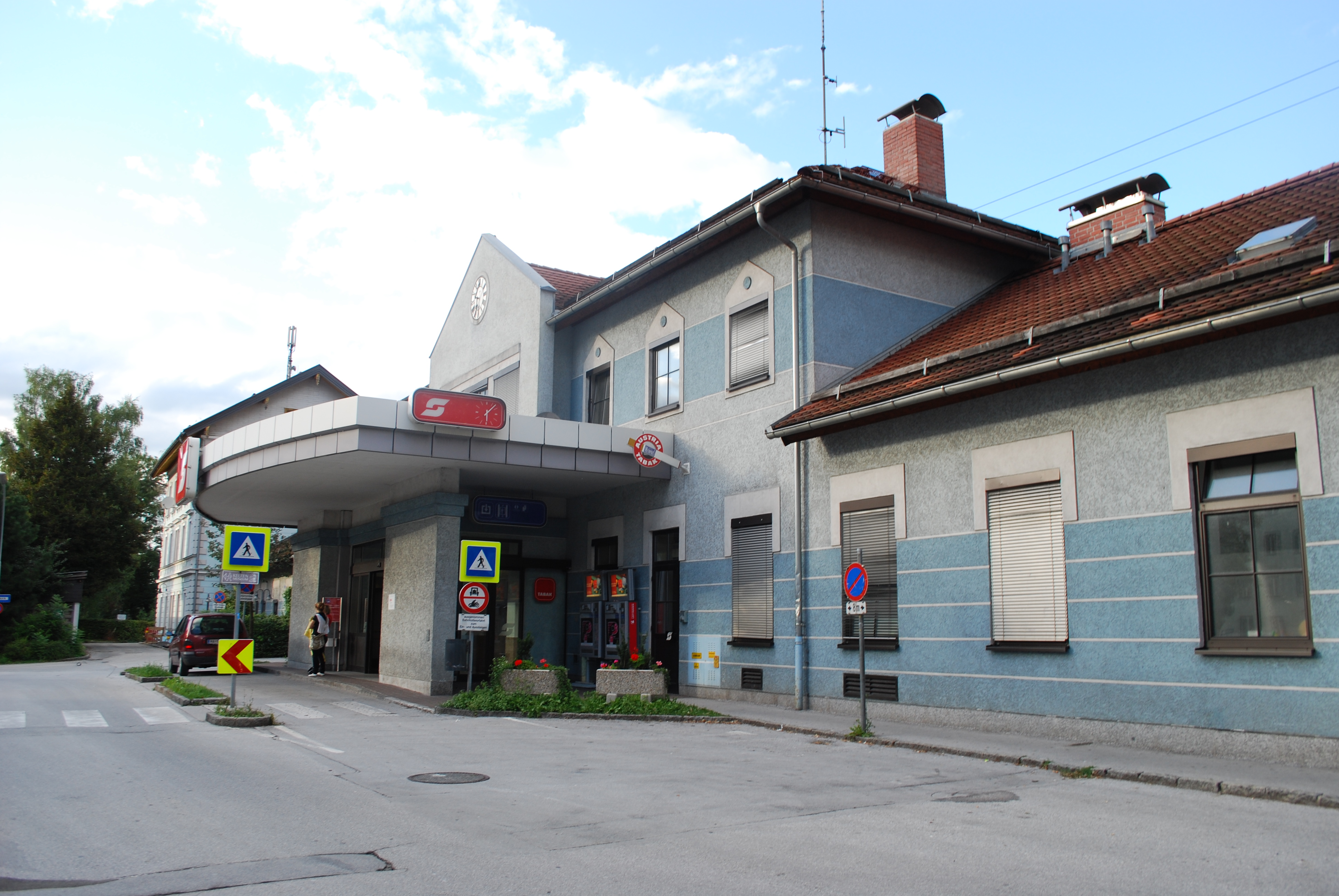
Bahnhof Hallein im Jahr 2009

- Straße: Hallein hat einen Anschluss an die A10 Tauernautobahn in Gries (Exit 16 Hallein). Durch die Stadt verläuft die B159 Salzachtal Straße.
- Bahn: Der Bahnhof Hallein liegt an der Salzburg-Tiroler-Bahn und verfügt neben dem Bahnhof über eine im Herbst 2005 neu erbaute S-Bahn-Haltestelle im Stadtteil Burgfried. Die Landeshauptstadt Salzburg ist von Hallein aus mit dem Regionalexpress der ÖBB und der Linie S3 (S-Bahn Salzburg) innerhalb von 15 bis 20 Minuten erreichbar. Eine weitere Verbindung mit der Landeshauptstadt ist langfristig durch die in Bau befindliche Regionalstadtbahn Salzburg S-Link in Vorbereitung.[58]
- Radrouten: Der Tauernradweg führt durch die Stadt, in Rif zweigt der Salzhandelsweg nach Bad Reichenhall ab.

## Medien
- Bezirksblatt Tennengau, Gratiszeitung (wöchentlich), Kleinformat.
- Tennengauer Nachrichten, Kleinformat, 3× monatlich wöchentliche Beilage in den Salzburger Nachrichten, 1× monatlich gratis.
- Halleiner Stadtzeitung 1999–2019,[59] Gratiszeitung (5× jährlich), Broadsheet-Format.
- Halleiner Zeitung 1952–1996, Kauf- und Abo-Zeitung (wöchentlich), Berliner Format, monatlich mit 5. Ausgabe als Gratiszeitung im Kleinformat, 3 bis 4× jährlich mit HZ-Farbmagazin auf Kunstdruckpapier (Format DIN A4).
- Regional Zeitung Hallo, Gratiszeitung, Kleinformat (monatlich).
- HSZ-Radiomagazin für Hallein. Wöchentliche Radiosendung der Halleiner Stadtzeitung im Rahmen der Radiofabrik Salzburg jeden Donnerstagmittag.
- Kultur- und Festspielmagazin Hallein 1999 bis 2009 (jährlich), Farbmagazin auf Kunstdruckpapier, Format DIN A4.
- Salzachtaler, Gratiszeitung (10 × jährlich), Kleinformat.
- Salzschreiber, Onlinemagazin, Motto: Die Stadt Hallein im Visier.[60]
- Publikation der Stadtgemeinde Hallein, Gratismedium, 4× jährlich, Format DIN A4.

## Bildung
Aus Holzschnitzkursen der Saline entstand 1871 die erste Fachschule der Österreichisch-Ungarischen Monarchie. Durch diese Holzschnitzerei Schule, aus der sich die HTBL Hallein entwickelt hat, kann die Stadt als Bildhauerzentrum gesehen werden.
Mit 5 städtischen und 5 privaten Kindergärten, 18 Schulen mit mehr als 6.000 Schülern und der Universität Salzburg in Rif gilt Hallein allgemein als Schulstadt.
- 10 Kindergärten
- 5 Volksschulen
- 3 Neue Mittelschulen
- Sonderpädagogisches Zentrum
- Polytechnische Schule
- Landesberufsschule Hallein
- Höhere Lehranstalt und Fachschule für wirtschaftliche Berufe mit dem Schwerpunkt Wellness (bis 2019)
- Höhere technische Bundeslehranstalt Hallein: 1871 gegründet, somit die älteste berufsbildende Schule Österreichs. HTL für Betriebsinformatik, Betriebsmanagement, Innenraumgestaltung & Möbelbau, Hochbau, Produkt- und Systemdesign (Ecodesign), Holzbautechnik & Zimmerei. Fachschulen für Maschinenbau, Tischlerei, Steinmetz, Bildhauerei[61]
- Höhere Lehranstalt für Mode und Bekleidungstechnik (Modeschule Hallein)
  - Höhere Lehranstalt für Hairstyling, Visagistik und Maskenbildnerei
  - Kolleg für Mode und Bekleidungstechnik
- Bundeshandelsakademie und Bundeshandelsschule
- Bundesgymnasium und Bundesrealgymnasium Hallein
- Universitäts- und Landessportzentrum Salzburg Rif (ULSZ Rif), seit 1986 ist Hallein damit auch ein Universitätsstandort.

## Persönlichkeiten

### Söhne und Töchter der Stadt

#### Bis 1950
- Virgil Pingitzer (1541–1619), Rechtswissenschaftler
- Theresia Zechner (1697–1763), Ordensgründerin der Halleiner Schulschwestern
- Johann Andreas Seethaler (1762–1844), Jurist und Geschichtsschreiber
- August Joseph Schenk (1815–1891), Botaniker
- Franz Albert Eder (1818–1890), Erzbischof von Salzburg
- Franz Brandner (1821–1896), katholischer Geistlicher und Hochschullehrer
- Adolf Ritter von Steinhauser (* 4. Dezember 1825 in Hallein; † 16. Juni 1888 in Salzburg), Regierungsrat und Ehrenbürger Salzburgs
- Felix Gruber (* 18. Mai 1840 in Hallein; † 11. Jänner 1884 ebenda), Lehrer und Organist, ab 1863 Chorregent in Hallein
- Franz Jobst (1840–1890), Maler
- August Lohr (1842–1920), Landschafts- und Panoramenmaler der Münchner Schule, ab 1885/90 in USA und Mexiko
- Sebastian Wimmer (* 1843 in Hallein; † 1905 ebenda), Heimatforscher[62]
- Jakob Gruber (1864–1915), Bildhauer
- Moriz Gelinek (1887–1979), Eisenbahn-Pionier und Unternehmer
- Otto Strohmayr (1900–1945), Architekt
- Agnes Primocic (1905–2007), Politikerin und Widerstandskämpferin
- Franz Budig (1907–1989), Bildhauer
- Wolfgang Mittermayer (1911–1969), Maler und Zeichner
- Ernst Penninger (* 9. Oktober 1919 in Hallein; † 7. Oktober 1995 ebenda), Heimatforscher und Archäologe
- Bernhard Prähauser (1921–2016), Bildhauer
- Emilie Stahl (1921–2003), Hochschullehrerin und Rektorin der Hochschule für Sozialpädagogik und Sozialökonomie Bremen
- Edmund Molnar (1923–1944), Schlosser, Gefreiter der Wehrmacht, hingerichtet wegen angeblicher „Wehrkraftzersetzung“
- Siegfried Waslberger (1925–1978), Zirkusartist, Handstandartist
- Herbert Fux (1927–2007), Volksschauspieler und Politiker
- Anton Karl (1935–2015), Politiker (ÖVP) und Fleischhauermeister
- Jakob Adlhart (1936–2021), Architekt
- Johann Sallaberger (1938–2016), römisch-katholischer Kirchenhistoriker
- Werner Würtinger (* 1941), Bildhauer
- Hermann Göllner (* 1943), Skirennläufer, Freestyle-Skier und Alpinskitrainer
- Bruno Becker (* 1945), emeritierter Erzabt des Stiftes St. Peter in Salzburg
- Kurt Zeller (* 25. Juli 1945 in Hallein; † 7. Jänner 2009 ebenda), Direktor des Halleiner Keltenmuseums und Leiter des Forschungszentrums Dürrnberg.
- Manfred Riederer (* 1946), Maler und Zeichner
- Otto Kruse (* 1948), Psychologe, Schreibforscher und Hochschullehrer

#### Ab 1951
- Gottfried Bär (* 1952), Tischtennisspieler
- Manfred Baumann (* 1956), Journalist, Autor, Kabarettist und ORF-Redakteur
- Gerhard Anzengruber (* 1958), Politiker (ÖVP), Bürgermeister von Hallein
- Erhard Riedlsperger (* 1960), Drehbuchautor und Regisseur
- Konrad König (* 1961), Boxer
- Anton Zuckerstätter (* 1961), Politiker und Abgeordneter zum Salzburger Landtag
- Lukas Essl (1965–2019), Karosseriebauer und Politiker
- Robert Kainar (* 1965), Jazzmusiker
- Thomas Stangassinger (* 1965), Skirennläufer
- Thomas Schuller-Götzburg (* 1966), Diplomat
- Judith Wiesner-Floimair (* 1966), Tennisspielerin
- Herbert Ilsanker (* 1967), Fußballspieler
- Alarich Lenz (* 1967), Filmeditor
- Alexander Stangassinger (* 1967), Politiker (SPÖ), Bürgermeister von Hallein
- Eva Eckkrammer (* 1968), Romanistin und Hochschullehrerin
- Ingo Vogl (* 1970), Kabarettist
- Michael Wildner (* 1970), Leichtathlet
- Harald Schwaiger (* 1973), Schauspieler, Theatergründer und -intendant
- Michael Steiner (* 1974), Fußballspieler und -trainer
- Bettina Brandauer (* 1980), Politikerin (SPÖ), Landtagsabgeordnete
- Daniel Kastner (* 1981), Fußballspieler und -trainer
- Andrina Mračnikar (* 1981), Regisseurin und Drehbuchautorin
- Mareike Fallwickl (* 1983), Autorin
- Georg Oberauer (* 1984), Kirchenmusiker
- Raffaela Schaidreiter (* 1985), Radio- und TV-Journalistin
- Marcel Hirscher (* 1989), Skirennläufer
- Stefan Ilsanker (* 1989), Fußballspieler
- Anna Veith (* 1989), Skirennläuferin
- Telat Ünal (* 1994), Fußballspieler
- Sophie Grill (* 1999), Fallschirmspringerin und Skirennläuferin
- Sebastian Voglmaier (* 2003), Fußballspieler
- Dominik Lechner (* 2005), Fußballspieler
- Nikolas Freund (* 2007), Fußballspieler

### Persönlichkeiten, die mit der Stadt verbunden sind
- Johann Georg Mohr (≈1656–1726), Barock-Bildhauer, „Halleiner Meister“
- Joseph Schaitberger (1658–1733), evangelischer Glaubenskämpfer
- Gotthard Guggenmoos (1775–1838), Sonderpädagoge und einer der Begründer der Heilpädagogik
- Franz Xaver Gruber (1787–1863), Komponist Stille Nacht, heilige Nacht
- Johann Baptist Wichtlhuber (1793–1872), Dechant, Pfarrer und Ehrenbürger von Hallein
- Franz Xaver Gruber (1826–1871), gründete 1849 die Halleiner Liedertafel
- Victor von Tschusi zu Schmidhoffen (1847–1924), Ornithologe, Ehrenbürger von Hallein
- Karl Kellner (1850–1905), Grab in Hallein; Mitgründer der Papierfabrik Hallein
- Jakob Adlhart d. Ä. (1871–1956), Holzschnitzer, Vergolder und Faßmaler
- Matthias Bechtold (1886–1940), Bildhauer, Lehrer
- Max Domenig (1886–1952), Bildhauer
- Clemens Holzmeister (1886–1983), Architekt und Ehrenbürger Salzburgs
- Anton Neumayr (1887–1954), Bürgermeister von Hallein und Salzburg
- Jakob Adlhart d. J. (1898–1985), Bildhauer
- Walter Königsdorfer (1907–2006), Landrat in Hallein von 1941 bis 1945
- Edmund Stierschneider (* 1911 in Wien; † 1996 in Hallein), Professor, akad. Maler, Gründer der Halleiner Zeitung, Initiator zur Gründung des Halleiner Gymnasiums
- Sepp Plieseis (1913–1966), Bergsteiger, Widerstandskämpfer, geflüchtet aus dem KZ-Außenlager in Vigaun bei Hallein
- Karl Moik (1938–2015), Fernsehmoderator und Entertainer; wuchs in Hallein auf
- Odo Stierschneider (* 1939 in Leoben), Herausgeber der Halleiner Zeitung (1970–1996), Herausgeber des Festspielmagazins Hallein (1999–2009), Herausgeber des Halleiner Internet-Magazins Salzschreiber seit 2009
- Sanel Kuljic (* 1977), Kindheit in Hallein, Fußball-Nationalspieler